# Tel Aviv
Tel Aviv-Jaffa (hebrejsky תֵּל־אָבִיב-יָפוֹ‎, arabsky تل أبيب‎, Tal Abīb), obvykle jen Tel Aviv (doslova Jarní Pahorek), je druhé největší izraelské město s přibližně 468 tisíci obyvateli. Od vzniku Státu Izrael do roku 1949 fungoval jako jeho hlavní město a sídlo ústředních orgánů. Organizace spojených národů neuznala Jeruzalém za hlavní město Izraele, většina států má proto svá velvyslanectví v Tel Avivu.
Tel Aviv je zároveň správním centrem Telavivského distriktu a největším a nejlidnatějším městem metropolitní oblasti Guš Dan, ve které k roku 2007 žilo 3,15 milionu obyvatel. Město leží na pobřeží Středozemního moře na ploše 51,8 km².
Město bylo založeno roku 1909 na předměstí tou dobou převážně arabského starobylého přístavního města Jaffa (hebrejsky יָפוֹ‎, Jafo). Růst Tel Avivu však Jaffu v krátké době zastínil. Ke sjednocení obou měst došlo v roce 1950. Část Tel Avivu zvaná Bílé Město, kde je největší soubor modernistických budov na světě, byla roku 2003 zapsána na seznam Světového dědictví UNESCO.
Tel Aviv je ekonomickým a kulturním centrem Izraele. Nachází se v něm centrála Mosadu, izraelské tajné služby. Dále zde sídlí Telavivská burza cenných papírů a mnoho firem i výzkumných a vývojových center. Mezi atraktivity místa patří pláže, kavárny, obchodně-zábavní centra a památky, díky nimž je oblíbeným cílem turistů. Podle průzkumu společnosti Mercer z roku 2008 se jedná o nejdražší město Blízkého východu a 14. nejdražší město světa.

## Název
Název města byl z mnoha různých návrhů (např. Herzlija) vybrán roku 1910. Hebrejský název byl zvolen v duchu ideje obnovy starověké židovské domoviny. Za nynějším názvem stál utopický román zakladatele sionismu Theodora Herzla Staronová země (Altneuland) z roku 1902, kterou téhož roku z němčiny ve Varšavě volně a poeticky přeložil polský sionistický vůdce Nachum Sokolov, který se zároveň nechal inspirovat veršem z Ezechielova proroctví: 
| „                     | Tak jsem přišel do Tel Abíbu k přesídlencům usazeným u průplavu Kebaru, k těm totiž, kteří tam byli usazeni, a seděl jsem tam po sedm dní a vzbuzoval mezi nimi úděs. | “ |
| — Kniha Ezechiel 3:15 | |   |

Tel Aviv je složenina hebrejských slov Tel (pahorek a typ blízkovýchodní archeologické lokality) a Aviv (hebrejsky „jaro,“ symbolizující obnovení). Doslova tak znamená „Jarní pahorek“ ve smyslu obnovy starých pozůstatků. 
Theodor Herzl, rakousko-uherský právník a politický aktivista, jak píše ve svém deníku, si vypůjčil část jména svého románu (Altneuland) z německého názvu Staronové synagogy (Altneuschul) v Praze.
Teorie o původu jména Jaffa nebo Jafo se různí. Někteří se domnívají, že se jedná o odvozeninu ze slov jafe nebo jofi, což v hebrejštině znamená „krásný“, „krása“. Podle další tradice je název města odvozen od Noemova syna Jáfeta, který město údajně založil.

## Dějiny

### Jaffa

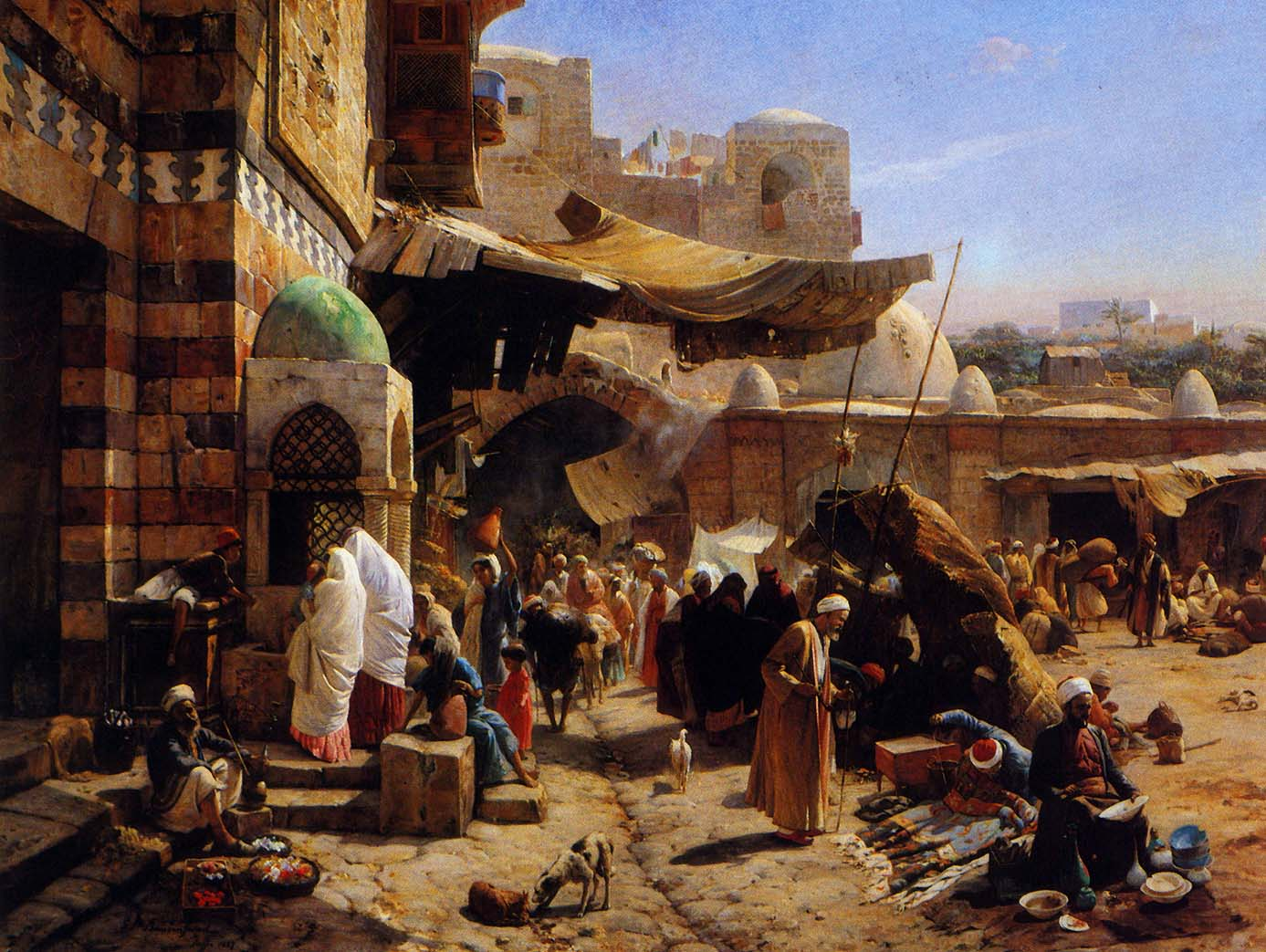
Gustav Bauernfeind, Trh v Jaffě (1887)

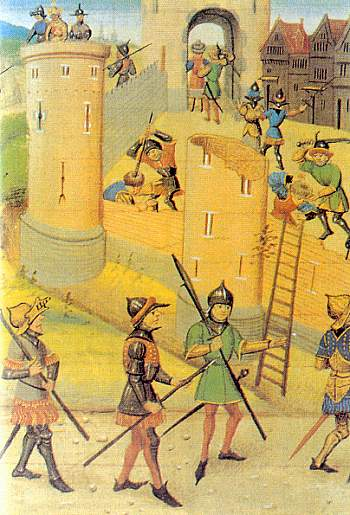
Saladin útočí na křižáky v Jaffě, středověký rukopis

Jaffa je starobylé přístavní město, považované za jedno z nejstarších měst na světě. Zdejší přírodní přístav je využíván již od doby bronzové a je rovněž zmíněn ve staroegyptských dopisech z roku 1470 př. n. l., oslavujících jeho dobytí faraonem Thutmosem III. O Jaffě je možné nalézt několik zmínek v Bibli. Je zde zmíněna jako přístav, ze kterého Jonáš uprchl do Taršíše, jako hranice území kmene Dan a jako přístav, do něhož bylo z libanonského Tyru dopravováno cedrové dřevo pro stavbu Šalamounova chrámu. Město zůstalo v židovských rukách i po rozdělení Izraelského království.

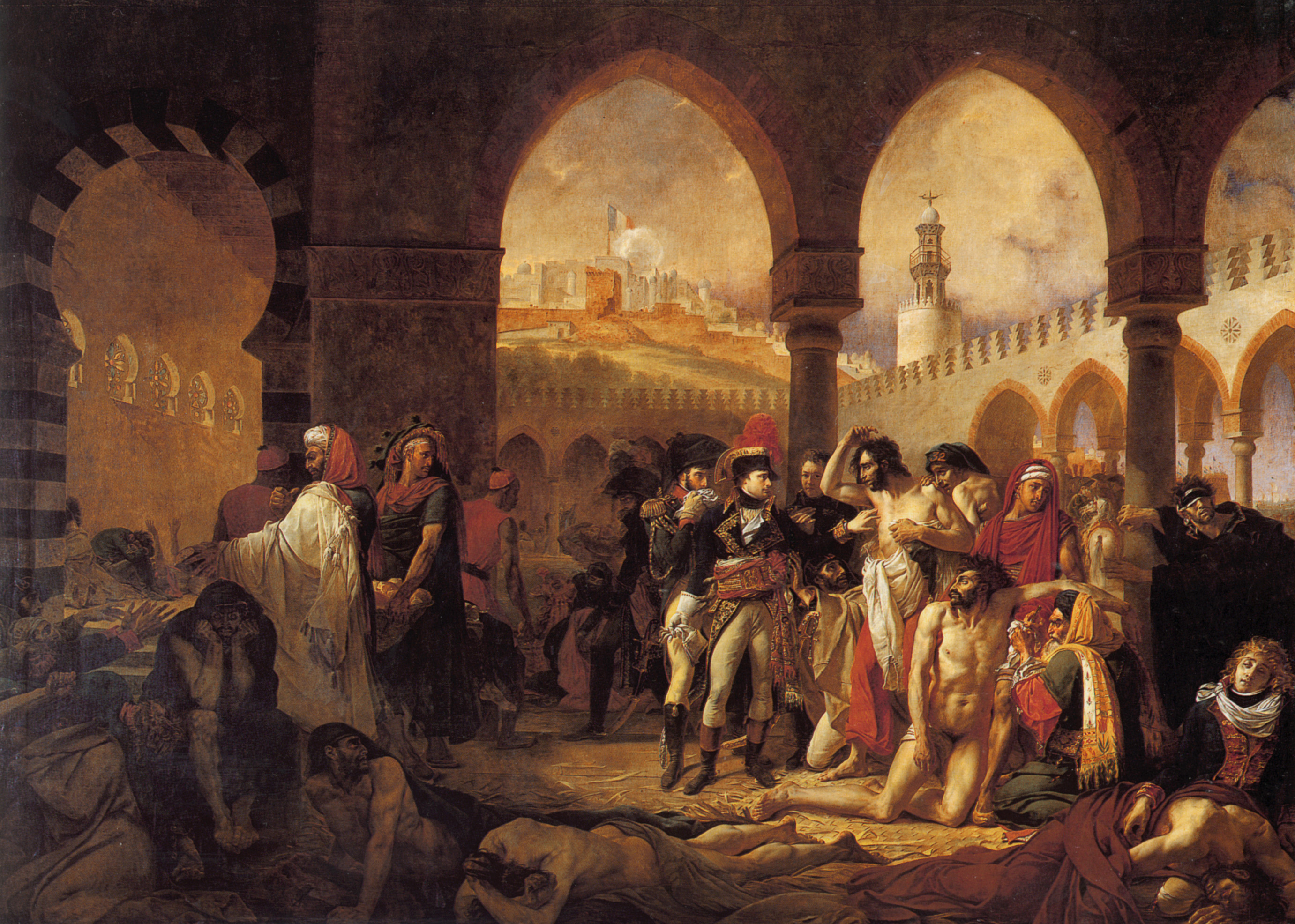
Antoine-Jean Gros: Napoleon mezi malomocnými v Jaffě, 1804

Jaffu roku 1100 po první křížové výpravě dobyl Godefroy z Bouillonu. V Jaffském hrabství měla výsadní postavení coby hlavní zásobovací cesta Jeruzalémského království. V roce 1192 byla nakrátko obsazena Saladinem, ale záhy ji král Richard Lví srdce dobyl zpět. V 16. století byla dobyta Osmanskou říší a administrativně poté spadala pod sandžak Gaza. V roce 1799 město dobyl Napoleon Bonaparte a jeho vojáci povraždili většinu obyvatel. Přeživší zanedlouho velmi zdecimovala morová epidemie.
Do založení Tel Avivu a začátku britského mandátu měla Jaffa nejvyspělejší finanční, bankovní, rybářský a zemědělský průmysl v Palestině. Zdejší továrny se specializovaly na výrobu cigaret, cementu, dlažby, střešních tašek, železných odlitků, zpracování bavlny, dále na výrobu ručně dělaných koberců, kožených produktů, dřevěných beden pro jaffské pomeranče, textilu, tiskovin a knih.
Mezi roky 1800 až 1870 byla Jaffa chráněna opevněním, které bylo poté v důsledku expanze města strženo. 2,5 metru vysoká zeď u moře byla zbořena až ve 30. letech 20. století během renovace přístavu. V 60. letech 19. století se k malé sefardské komunitě žijící ve městě připojili Židé z Maroka a malá skupinka aškenázských Židů.

### Založení nového města

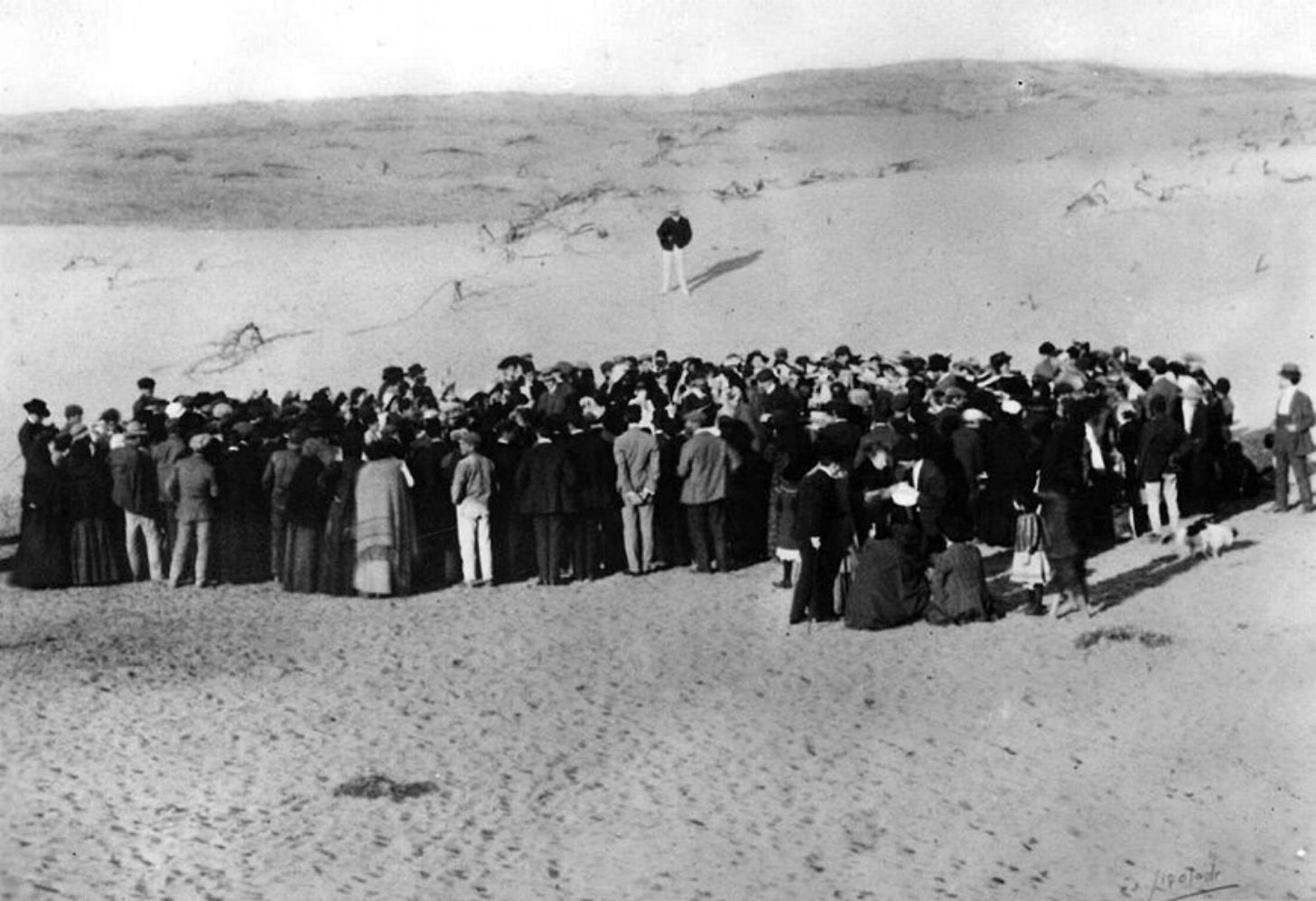
Aukce prvních pozemků (1909)

Další expanze byla možná díky druhé aliji a německým a polským Židům, kteří do Tel Avivu přišli. V roce 1906 se někteří Židé, zčásti obyvatelé Jaffy, rozhodli vybudovat nové zahradní předměstí. Sdružili se ve spolku Achuzat bajit (doslova „Usedlost“), jehož cílem bylo vybudovat „židovské městské rezidenční centrum s kvalitním životním prostředím, navržené podle pravidel estetiky a moderní hygieny.“ V roce 1908 zakoupili severovýchodně od Jaffy celkem 5 hektarů dun, které rozdělili na šedesát parcel. Jedním z členů byl pozdější první telavivský starosta Me'ir Dizengoff.
Pozemky byly rozděleny v loterii a stavební podnik Nachalat Binjamin zahájil výstavbu. Za rok byly hotovy ulice Herzlova, Achada ha-Am, Jehudy ha-Leviho, Lilienblumova a Rotschildova; v provozu byl vodovodní systém a stálo prvních 66 domů. Na konci Herzlovy ulice byl vybrán pozemek pro výstavbu Hebrejské střední školy Herzlija, která byla původně roku 1906 založena v Jaffě. 21. května 1910 byl nově budovanému městu vybrán název Tel Aviv. Podle plánu se Tel Aviv stavěl v evropském stylu se širokými ulicemi a bulváry jako rezidenční zahradní předměstí Jaffy.
V roce 1914 dosahovala rozloha Tel Avivu již více než 100 hektarů a zahrnovala několik nových čtvrtí. Růst však se zastavil roku 1917 poté, co osmanské úřady vyhnaly Židy z Jaffy.

### Britský mandát Palestina

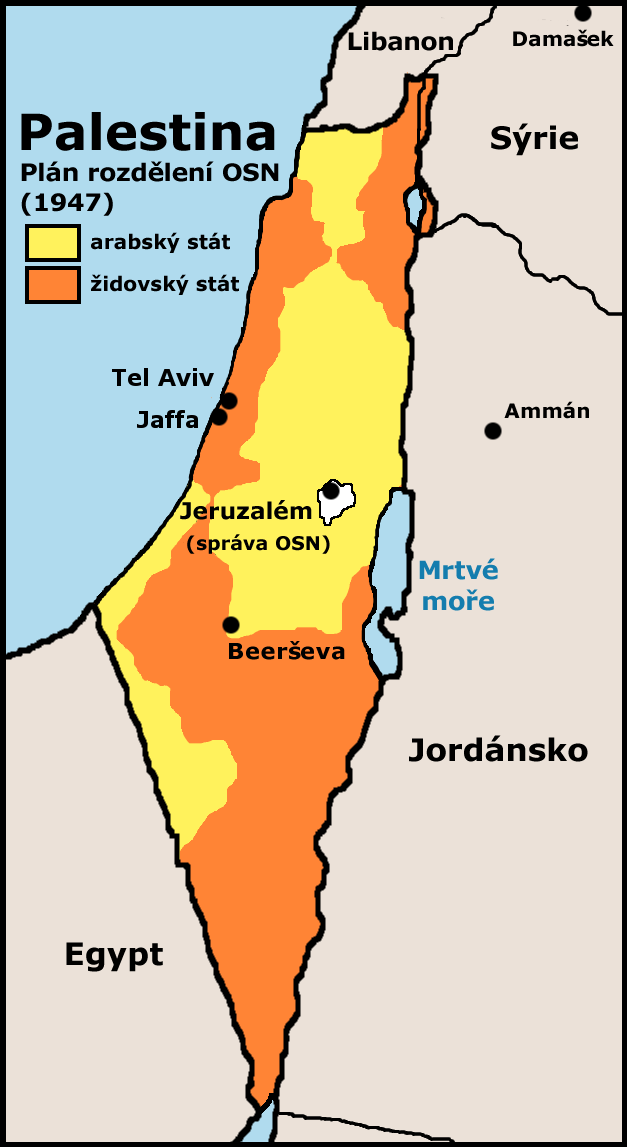
Tel Aviv a Jaffa na mapě znázorňující Plán OSN na rozdělení Palestiny

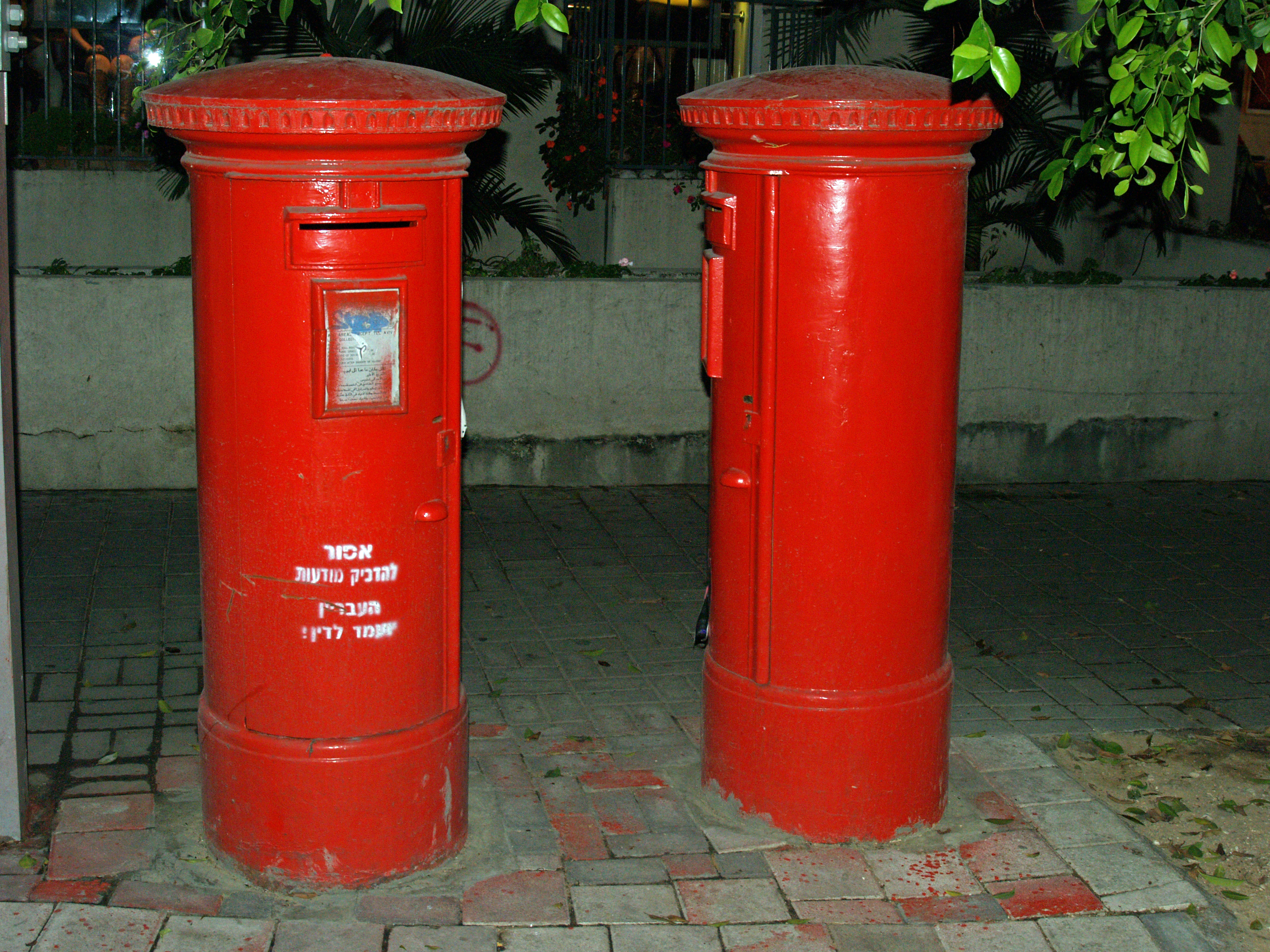
Pozůstatek britského mandátu: tradiční britské poštovní schránky

Během britského mandátu mezi Židy a Araby rostlo nepřátelství a nevraživost. 1. května 1921 došlo k povstání v Jaffě, při němž dav Arabů povraždil desítky Židů. V důsledku vlny násilí odešlo mnoho Židů do Tel Avivu, jehož populace tak během pěti let (1920–1925) vzrostla z 2000 na 34 000. V Tel Avivu vznikaly nové firmy, což mělo za následek pokles významu Jaffy jako obchodního centra. V roce 1925 Patrick Geddes navrhl městské radě plán rozvoje města, který byl poté přijat. Klíčovou myšlenkou byl rozvoj Zahradního města. Za hranice města byla tehdy považována na severu řeka Jarkon a na východě Ibn Gabirolova ulice. Od té doby byly tyto hranice již mnohonásobně překročeny.
Město rostlo i roku 1926, ale v letech 1927 až 1930 nastal útlum v důsledku poklesu ekonomiky. Toto období je rovněž charakteristické rozvojem kulturního života, kdy bylo vybudováno divadlo Ohel a nastálo se zde usadilo divadlo ha-Bima (1931). Status města získal Tel Aviv v roce 1934.
Během páté aliji populace prudce rostla přílivem Židů z nacistického Německa. V Tel Avivu v roce 1937 žilo 150 000 obyvatel, zatímco v Jaffě 69 000 obyvatel. Během následujících dvou let se počet obyvatel zvýšil na 160 000, což byla plná třetina veškerého židovského obyvatelstva jišuvu. Část nových imigrantů zůstala po vylodění v Jaffě, což ji proměnilo v centrum městského života. Ve druhé polovině třicátých let byl vybudován nový na Jaffě nezávislý telavivský přístav, letiště v Lodu (dnešní Ben Gurionovo mezinárodní letiště) a letiště Sde Dov. Koncem 30. let 20. století byla také u ústí Jarkonu zprovozněna elektrárna Reading.
Ve 30. letech začala stavba telavivského Bílého Města, které je v současnosti na seznamu světových památek UNESCO. Nezanedbatelný vliv tu měli židovští architekti z Německa, Rakouska, ale i předválečného Československa, kteří přišli během páté aliji. Ti dokázali místním podmínkám přizpůsobit jak architektonický styl Bauhausu, tak i dalších škol, a vytvořili tak zřejmě největší soubor budov mezinárodního stylu na světě.
V roce 1947 přijalo OSN plán na rozdělení Palestiny. Podle něj měl Tel Aviv, v němž tou dobou žilo 230 000 obyvatel, připadnout židovskému státu. Naopak Jaffa, ve které v roce 1945 žilo 101 580 obyvatel, měla připadnout arabskému státu. Jaffské obyvatelstvo tvořilo 69 900 Arabů (53 900 muslimů a 16 000 křesťanů) a 30 280 Židů. Arabové však plán na rozdělení odmítli. V letech 1947 a 1948 se napětí na hranici mezi Tel Avivem a Jaffou dále zvyšovalo. Arabští snipeři ostřelovali Židy z minaretu místní mešity. Za to se Hagana a Irgun pomstily obléháním Jaffy. Arabové proto začali v dubnu 1948 město opouštět a v okamžiku dobytí města izraelskými silami 14. května již zde zbyla Arabů jen hrstka.

### Po vzniku Izraele

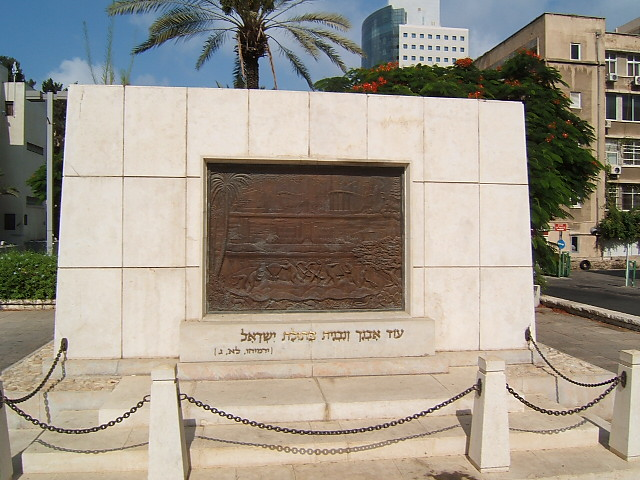
Pomník zakladatelům Tel Avivu

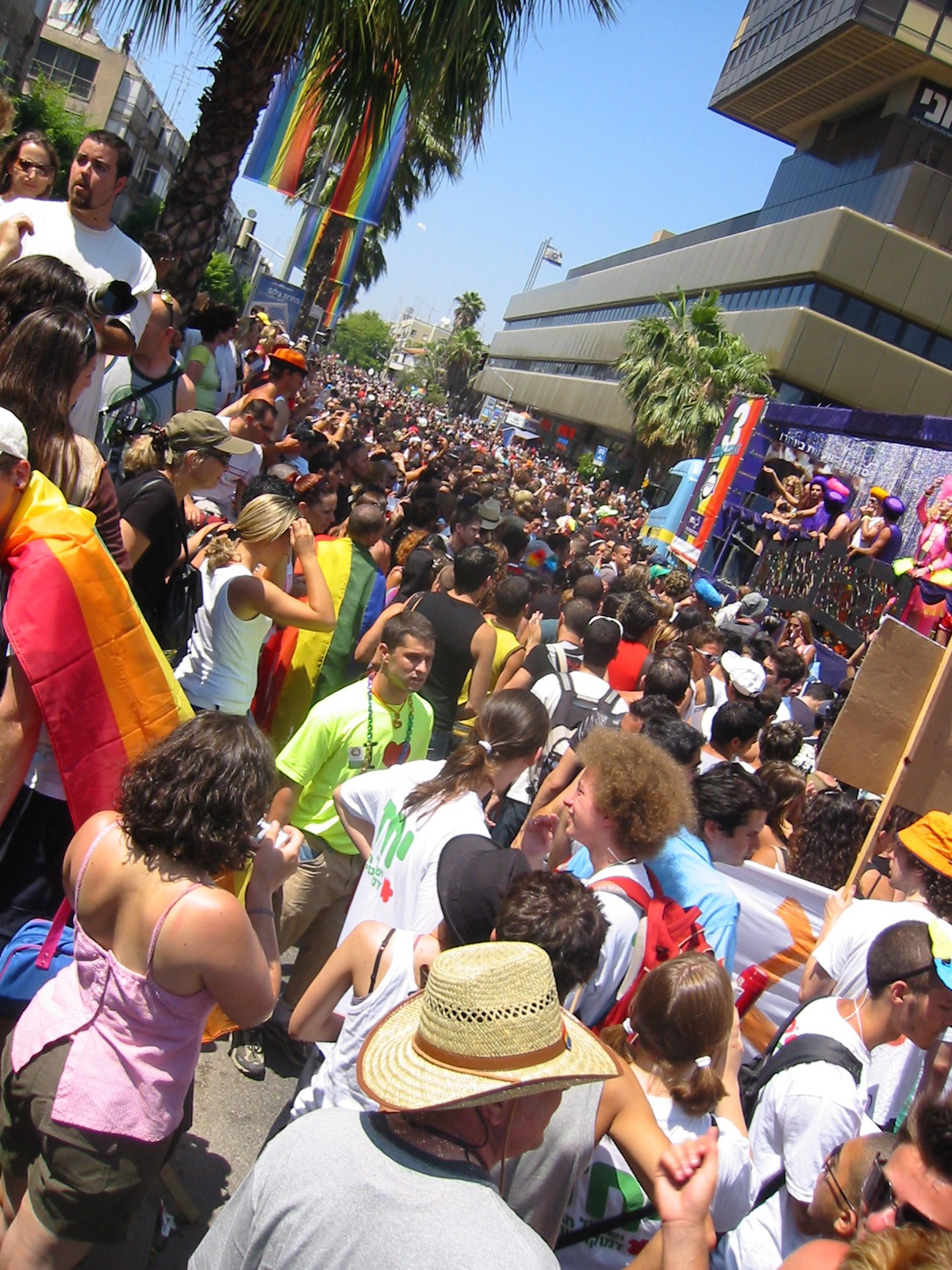
Gay Pride v Tel Avivu

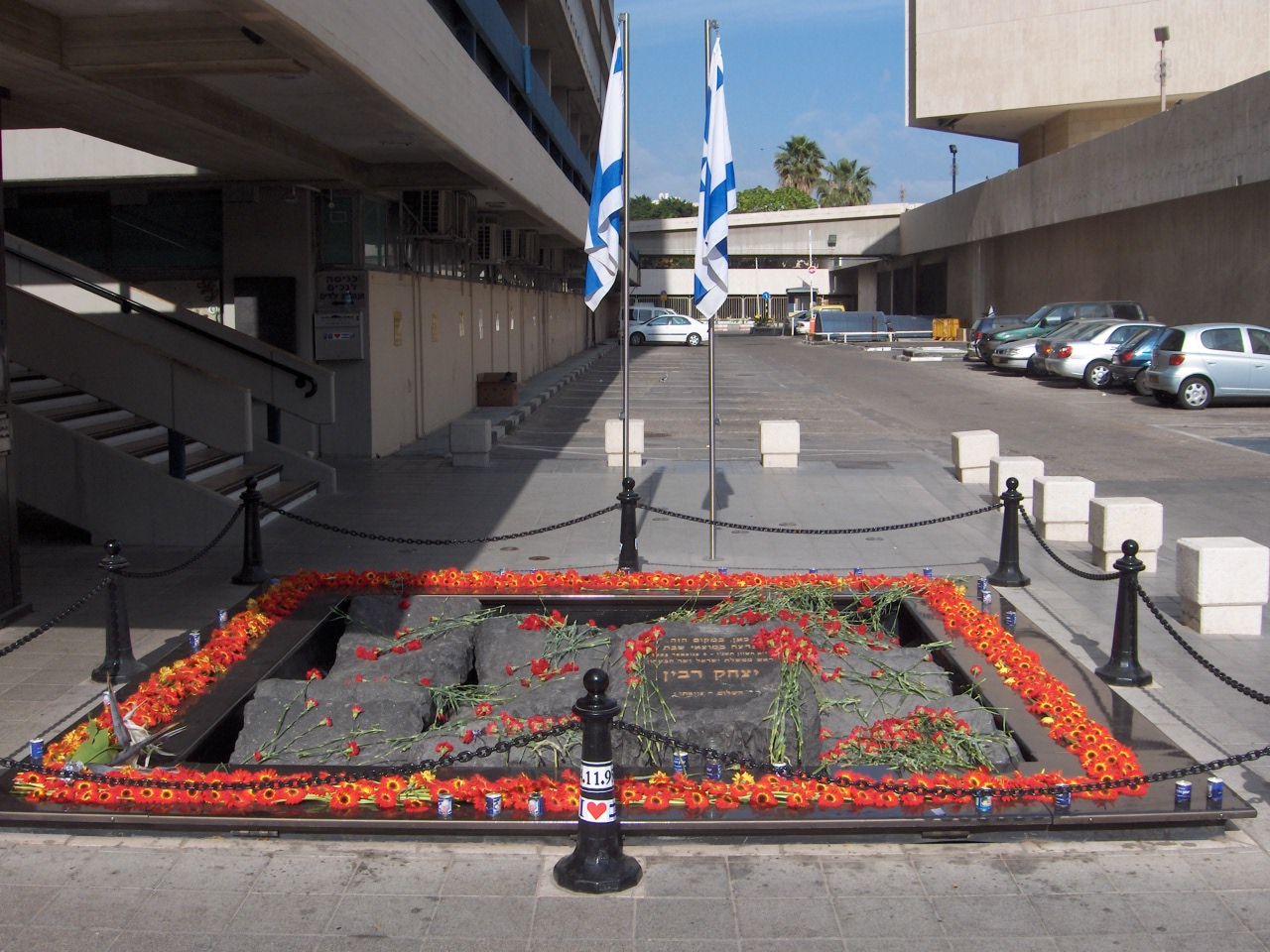
Místo atentátu na Jicchaka Rabina

V době vyhlášení izraelské nezávislosti 14. května 1948 žilo v Tel Avivu 200 000 lidí. Během války za nezávislost se stal Tel Aviv na dvacet měsíců hlavním městem nově vzniklého státu (od května 1948 do prosince 1949). Poté Izraelci prohlásili za své hlavní město Jeruzalém. Kvůli mezinárodnímu sporu o status Jeruzaléma však většina zahraničních ambasád zůstala v Tel Avivu. Počátkem 80. let byl schválen Jeruzalémský zákon, podle něhož „Jeruzalém, celý a sjednocený, je hlavním městem Izraele.“ V reakci nato přesunulo třináct států svá velvyslanectví z Jeruzaléma do Tel Avivu. V dubnu 1949 byl Tel Aviv sjednocen s Jaffou do jednoho města Tel Aviv-Jaffa, do něhož bylo rovněž zahrnuto několik vylidněných sousedních arabských vesnic (aš-Šajch Muwannis, Džamúsín a Sumajl). Díky tomu se rozloha města rozrostla na 42 km². V roce 1949 byl také postaven památník 60 zakladatelům města. Během následujících 60 let se Tel Aviv vyvinul v sekulární, liberální a kosmopolitní město s čilým nočním životem.
V 60. letech byly zdemolovány některé modernistické budovy ve stylu Bauhausu a byly nahrazeny prvními výškovými budovami v zemi, mezi něž patřila například Šalom Meir Tower, která byla až do roku 1999 nejvyšší izraelskou budovou. Svého maxima dosáhla telavivská populace počátkem 60. let, kdy zde žilo 390 000 obyvatel, což představovalo 16 % všech obyvatel Izraele. Následovalo období stálého poklesu způsobeného stárnutím populace, kvůli němuž žilo ve městě koncem 80. let jen 317 000 obyvatel. Vysoké ceny nemovitostí z města vytlačovaly rodiny a odpuzovaly mladé lidi.
Počátkem 90. let nastal obrovský příliv imigrantů ze zemí bývalého Sovětského svazu, s nímž souvisí i změna orientace průmyslu na hi-tech odvětví. V souvislosti s výstavbou mnoha mrakodrapů a výškových budov se město dostalo do nové fáze vývoje. V roce 1993 byl Tel Aviv poprvé označen za světové velkoměsto.
4. listopadu 1995 byl na Náměstí králů při mírové demonstraci na podporu izraelsko-palestinského mírového procesu zabit izraelský premiér Jicchak Rabin. Vrahem byl pravicový židovský radikál Jigal Amir, který atentát spáchal kvůli Rabinově podpoře Dohod z Osla. Náměstí, kde se atentát odehrál, bylo pak přejmenováno na Rabinovo náměstí.
V polovině 90. let, tedy v době po první intifádě, byl Tel Aviv sužován palestinskými teroristy. První sebevražedný útok se stal 19. října 1994 na autobusové lince č. 5, když sebevražedný atentátník z hnutí Hamás zabil 22 civilistů. Nejtragičtější útok se stal 1. června 2001 během druhé intifády, když uvnitř nočního klubu Delfinárium vybuchla bomba, která zabila 21 lidí a více než 100 dalších zranila. Poslední útok se odehrál 17. dubna 2006 a bylo při něm zabito 11 lidí, z nichž většina byli zahraniční dělníci, a desítky lidí byly zraněny.
V posledních letech roste podpora ekologických aktivit. Jedna z posledních akcí proběhla v březnu 2008, kdy bylo během Hodiny Země vypnuto veškeré veřejné osvětlení.

## Geografie

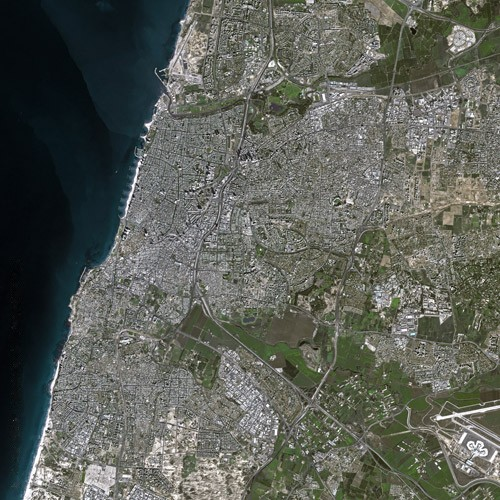
Satelitní snímek Tel Avivu

Tel Aviv se nachází na izraelské středomořské pobřežní planině, historické spojnici Evropy, Afriky a Asie. Rozkládá se severně od starodávného přístavního města Jaffa na místě bývalých písečných dun. Terén zde byl vyrovnán, je bez výraznějších vyvýšenin a půda je dosti neúrodná. Nejvýraznějším geografickým prvkem jsou kolmé útesy při pobřeží a při ústí řeky Jarkon. Kvůli neustálé expanzi již nejsou hranice mezi původními částmi města patrné. Město se nachází 60 km severozápadně od Jeruzaléma a 90 km jižně od přístavního města Haifa. Mezi sousední města patří na severu Herzlija, na severovýchodě Ramat ha-Šaron, na východě Ramat Gan a Giv'atajim, na jihovýchodě Cholon a na jihu Bat Jam. Jih města je chudší než sever, výjimkou je Neve Cedek a některé oblasti při jaffské pláži. Uprostřed města se nachází finanční a obchodní centrum táhnoucí se podél části Ramat Gan a Ajalonské dálnice. Nachází se zde rovněž Azrieli Center. V severní části města sídlí Telavivská univerzita a jsou zde nejluxusnější rezidenční čtvrti.

### Klima
Tel Aviv má typické středozemní klima s horkými léty, příjemnými jary a podzimy a chladnými deštivými zimami (Köppenova klasifikace podnebí – Csa). Vlhkost vzduchu je díky blízkosti moře celoročně vysoká. Zimní teploty se obvykle pohybují mezi 10 a 15 °C a zřídkakdy klesnou pod 5 °C. Od roku 1950 zde nebylo zaznamenáno vydatné sněžení. V létě je průměrná teplota 26 °C a denní teploty často překračují 32 °C. Navzdory vysoké vlhkosti je během letního období úhrn srážek velmi nízký. Průměrný roční úhrn srážek je 530 mm a nejvíce prší v období od října do dubna. Průměrný počet slunečných dnů je 300. Nejvyšší zaznamenaná teplota je 43 °C, zatímco nejnižší je −1.9 °C.
| Tel Aviv – podnebí                       | Tel Aviv – podnebí | Tel Aviv – podnebí | Tel Aviv – podnebí | Tel Aviv – podnebí | Tel Aviv – podnebí | Tel Aviv – podnebí | Tel Aviv – podnebí | Tel Aviv – podnebí | Tel Aviv – podnebí | Tel Aviv – podnebí | Tel Aviv – podnebí | Tel Aviv – podnebí | Tel Aviv – podnebí |
| Období                                   | leden              | únor               | březen             | duben              | květen             | červen             | červenec           | srpen              | září               | říjen              | listopad           | prosinec           | rok                |
| ---------------------------------------- | ------------------ | ------------------ | ------------------ | ------------------ | ------------------ | ------------------ | ------------------ | ------------------ | ------------------ | ------------------ | ------------------ | ------------------ | ------------------ |
| Průměrné denní maximum [°C]              | 17,5               | 17,7               | 19,2               | 22,8               | 24,9               | 27,5               | 29,4               | 30,2               | 29,4               | 27,3               | 23,4               | 19,2               | 24,0               |
| Průměrné denní minimum [°C]              | 9                  | 9,8                | 11,5               | 14,4               | 17,3               | 20,6               | 23                 | 23,7               | 22,5               | 19,1               | 14,6               | 11,2               | 16,4               |
| Průměrné srážky [mm]                     | 126,9              | 90,1               | 60,6               | 18                 | 2,3                | 0                  | 0                  | 0                  | 0,5                | 26,3               | 79,3               | 126,4              | 530,4              |
| Zdroj: World Weather Information Service |                    |                    |                    |                    |                    |                    |                    |                    |                    |                    |                    |                    |                    |

### Městské čtvrti

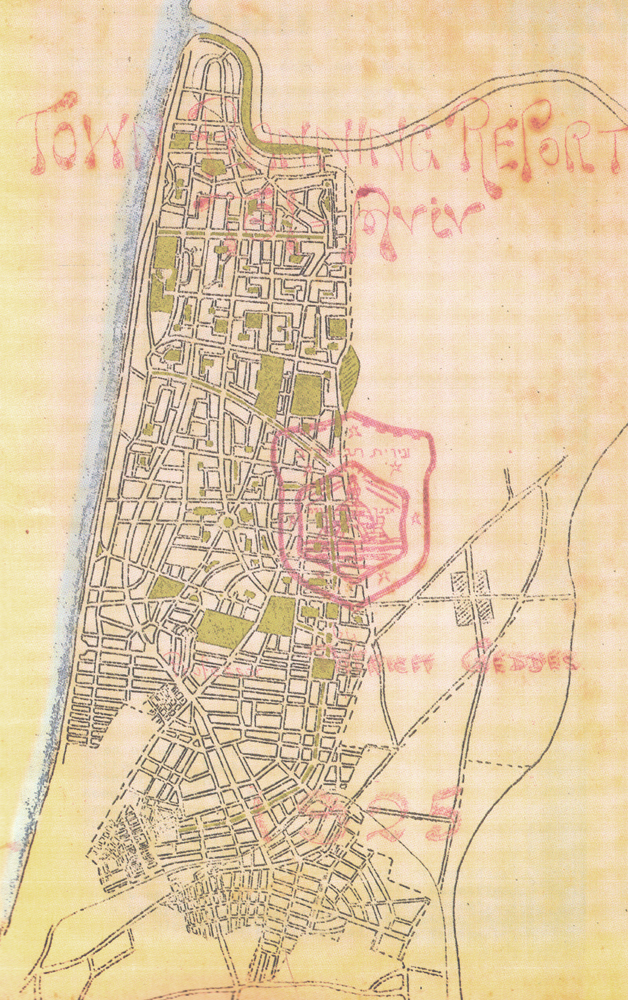
První územní plán Tel Avivu z roku 1925 od Patricka Geddese

Pro účely správní, statistické a demografické je Tel Aviv rozdělen na devět čtvrtí: Rova 1 (severozápad města), Rova 2 (severovýchod města), Rova 3 (severozápadní část centra), Rova 4 (severovýchodní část centra), Rova 5 (jihozápadní část centra), Rova 6 (jihovýchodní část centra), Rova 7 (Jaffa a okolí), Rova 8 (jih města), Rova 9 (jihovýchod a východ města). Jde vesměs o velké a zčásti umělé územní jednotky. Kromě toho je město zčásti rozděleno i na sedm samosprávných čtvrtí (do tohoto dělení není zahrnut celý Tel Aviv, zejména ne Jaffa). Jde o čtvrti: Rova Cafon Ma'arav, Rova Cafon Mizrach, Rova Bnej Dan, Rova Lev ha-Ir, Rova Darom, Rova Darom Mizrach a Rova Mizrach. I v tomto případě jde o umělé velké celky.
V dělení města vystupují některé přirozené urbanistické a historické celky. Mezi nimi vyniká starodávné přístavní město Jaffa, které předcházelo vzniku Tel Avivu, byť je nyní jeho pouhou součástí. Tato oblast je demograficky tvořena tradičně větším procentem arabské populace, ale postupným stárnutí této skupiny obyvatelstva dochází k přirozené výměně za mladé kvalifikované lidi. Výrazným urbanistickým útvarem je vlastní centrální část Tel Avivu, vymezená mořským pobřežím, řekou Jarkon a Ajalonskou dálnicí (dálnice číslo 20). Jde o jednolitou, zcela urbanizovanou oblast. V jejím rámci se nacházejí zejména kompaktní oblasti budované v 30. a 40. letech ve funkcionalistickém slohu (Bílé Město), ale i starší čtvrti s drobnějším měřítkem zástavby jako Neve Cedek nebo Kerem ha-Tejmanim. Východní a severní okraje této centrální oblasti byly dobudovávány od 50. let 20. století. Výstavba tu sporadicky pokračuje i nadále (například soubor vysokopodlažních obytných budov Park Cameret).

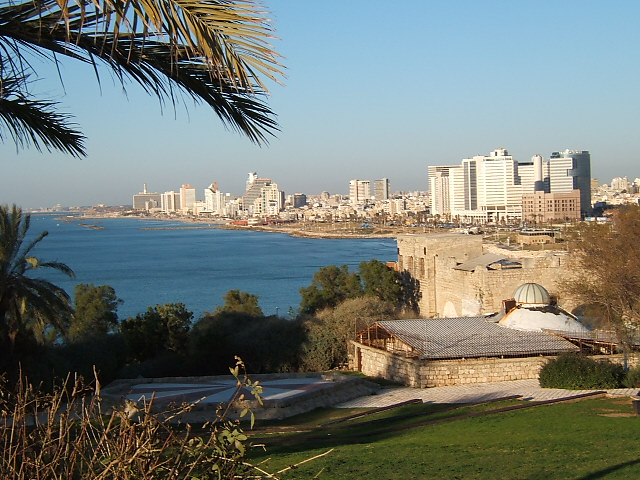
Pohled na Tel Aviv ze staré Jaffy

Další výraznou částí Tel Avivu je zástavba severně od Jarkonu, kde od 50. let 20. století vznikaly jednotně koncipované obytné soubory, často sídlištního charakteru, zejména Ramat Aviv s několika podčástmi. Dál k severovýchodu pak pokračuje podobná zástavba ve výběžku katastrálního území Tel Avivu, které zde proniká hluboko k městům Ramat ha-Šaron a Bnej Brak. Stojí tu obytné čtvrti jako Ne'ot Afeka, Tel Baruch nebo Cahala. Oblast severně od Jarkonu (takzvaný Severní Tel Aviv) je převážně tvořena luxusní zástavbou a osídlena socioekonomicky nadprůměrnou populací. Sídlo tu má Telavivská univerzita. U mořského pobřeží je letiště Sde Dov. Výstavba tu rovněž v omezené míře pokračuje i v současnosti, zejména postupnou expanzí do prostoru bývalých písečných dun u pobřeží (například obytný soubor ha-Guš ha-Gadol nebo Migdalej Ne'eman). Postupně byl tak mělo výstavbě ustoupit i samotné letiště Sde Dov.

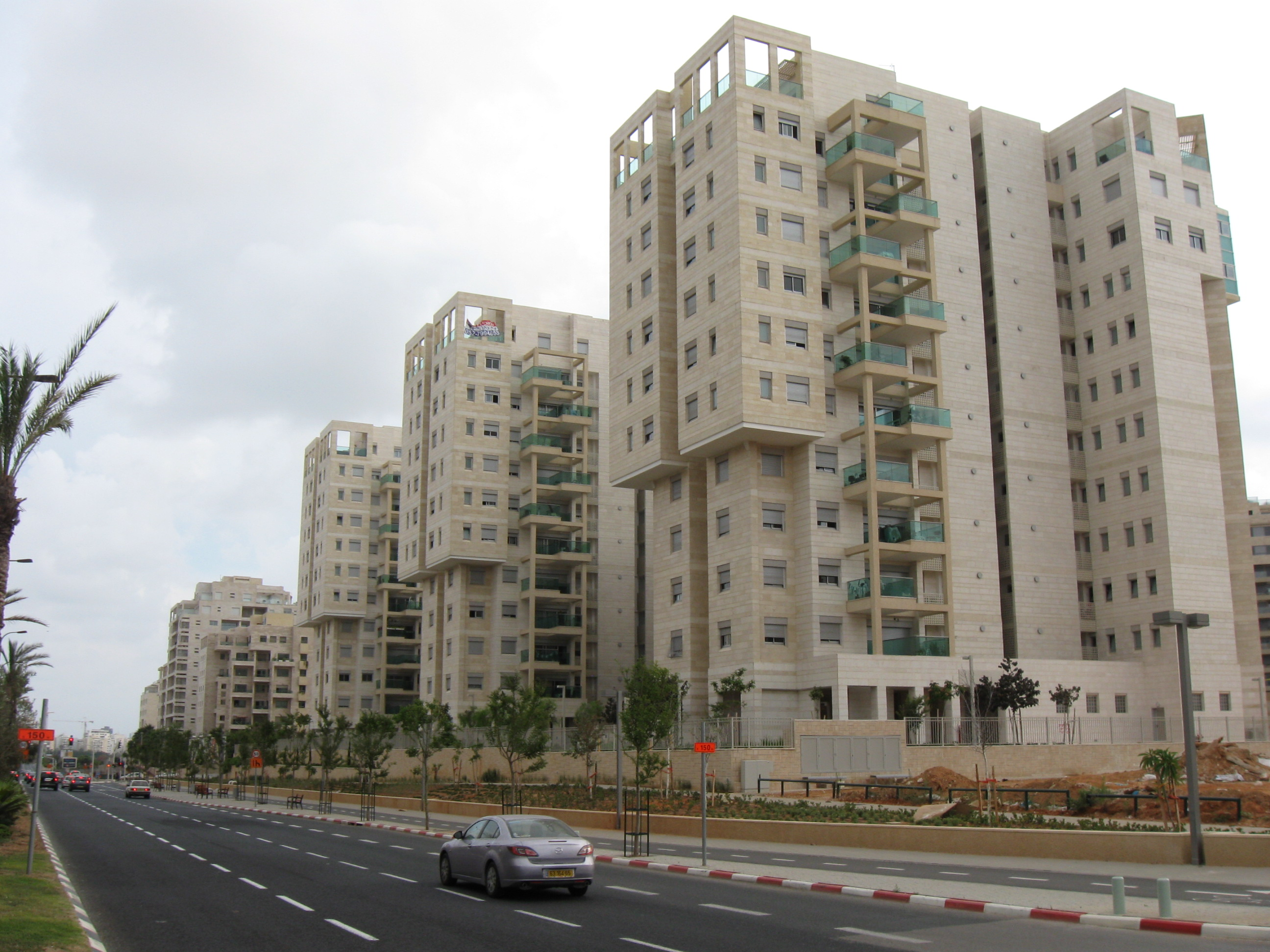
Zástavba ve čtvrti ha-Guš ha-Gadol

Naopak socioekonomicky nižší profil mají čtvrtě jižně od centrální oblasti Tel Avivu. Například Florentin nebo Šapira. Je i o kulturní dělení. Zatímco v severní části města dominovali aškenázští Židé z Evropy, na jihu města měli tradičně vyšší podíl sefardští a orientální Židé.
Východně od Ajalonské dálnice se rozkládají rovněž hustě osídlené čtvrti, často budované od 50. let 20. století, které plynule přecházejí do zastavěných území sousedních měst Ramat Gan a Giv'atajim. Jsou tu starší čtvrti jako Šchunat ha-Tikva nebo moderní sídlištní celky jako Nir Aviv nebo Neve Chen. Specifická je čtvrť Kfar Šalem, která se rozkládá na území vysídlené arabské vesnice Salama a má tak na rozdíl od většiny telavivských čtvrtí živelně rostlý půdorys a částečně dochovanou původní zástavbu. Kfar Šalem ale postupně na okrajích ustupuje nové plánovité rezidenční zástavbě. Vzhledem k růstu populace a cen pozemků probíhá proces stavební proměny i v dalších historických čtvrtích. Výškové komerční a bytové komplexy nevyrůstají jen na mořském pobřeží (kde například zcela nahradily původní čtvrť Menašija) ale i uvnitř původních čtvrtí jako Neve Cedek (mrakodrap Migdal Neve Cedek).
V Tel Avivu se nerozvinuly ve větší míře specializované průmyslové čtvrti (respektive s rozvojem města byly většinou využity pro obytné a smíšené účely a průmysl se přestěhoval do satelitních měst aglomerace Tel Avivu). Jistý ucelenejší soubor komerční ploch se nachází podél Ajalonské dálnice (například západní část čtvrti Bicaron). Ryze průmyslovou zónou je pouze čtvrť Kirjat Atidim na severovýchodním okraji města. Specializovaný charakter mají čtvrtě Kirjat ha-Muze'onim (kulturní instituce) a ha-Kirja (vojenské a vládní komplexy). Ráz samostatné čtvrti má i kampus Telavivské univerzity o značné rozloze. Plochu několika desítek hektarů zabírá rovněž hřbitov Kirjat Ša'ul.

## Architektura
Ranou architekturu ve městě tvořily převážně přízemní domky východoevropského typu se střechou z pálených tašek. První čtvrtí mimo území Jaffy byl Neve Cedek, charakteristický patrovými domy z pískovce. Ve 20. letech 20. století se dostal do módy orientální styl kombinující evropskou architekturu s blízkovýchodními prvky, jako jsou oblouky, kupole a ornamentální dlaždice. Výstavba rostla podle Geddesova plánu „zahradního města“. Patrové a dvoupatrové domky protínají bulváry a okrašlují veřejné parky. Ve 20. a 30. letech se objevil architektonický styl Bauhausu, který s sebou přinesli němečtí Židé z páté aliji. Bílé Město, nacházející se na severu Tel Avivu, se skládá z více než 5000 moderních budov inspirovaných Bauhausem a Le Corbusierem. Výstavba těchto budov pokračovala v oblasti Rothschildova bulváru až do 50. let. V roce 2003 bylo celé Bílé Město zapsáno na seznam světového dědictví organizace UNESCO.
V 60. letech tento architektonický styl zčásti ustoupil kancelářským věžovým budovám, nábřežním hotelům a obchodním mrakodrapům. Některé modernistické budovy byly zanedbávány a zchátraly, před uzákoněním ochrany historické architektury bylo mnoho starých budov zbořeno. Zejména v poslední době se však na modernizaci a restauraci budov ve stylu Bauhausu vynakládají značné finanční prostředky a úsilí. V posledních letech se město stalo centrem moderních výškových budov, a to především díky neustále se zvyšujícím cenám za pozemky. První telavivský mrakodrap Šalom Meir Tower byl postaven roku 1965 a až do roku 1999 byl nejvyšší budovou v Izraeli. Titul nejvyšší budova Izraele poté převzalo Azrieli Center, které se skládá ze tří budov (se čtvercovým, trojúhelníkovým a kruhovým půdorysem). Od roku 2001 je nejvyšší budovou v zemi Moše Aviv Tower, která se nachází v nedalekém městě Ramat Gan.

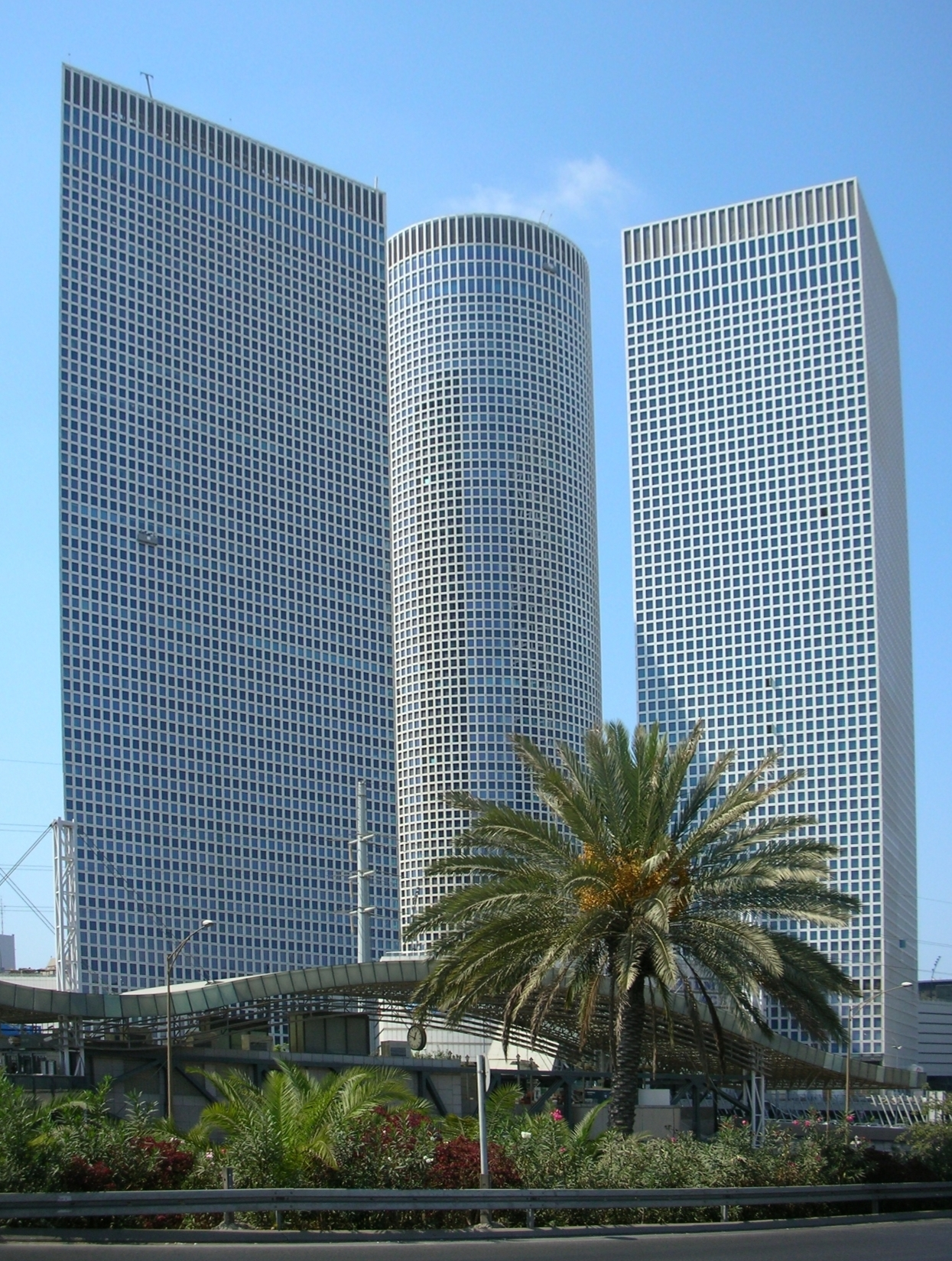
Azrieli Center
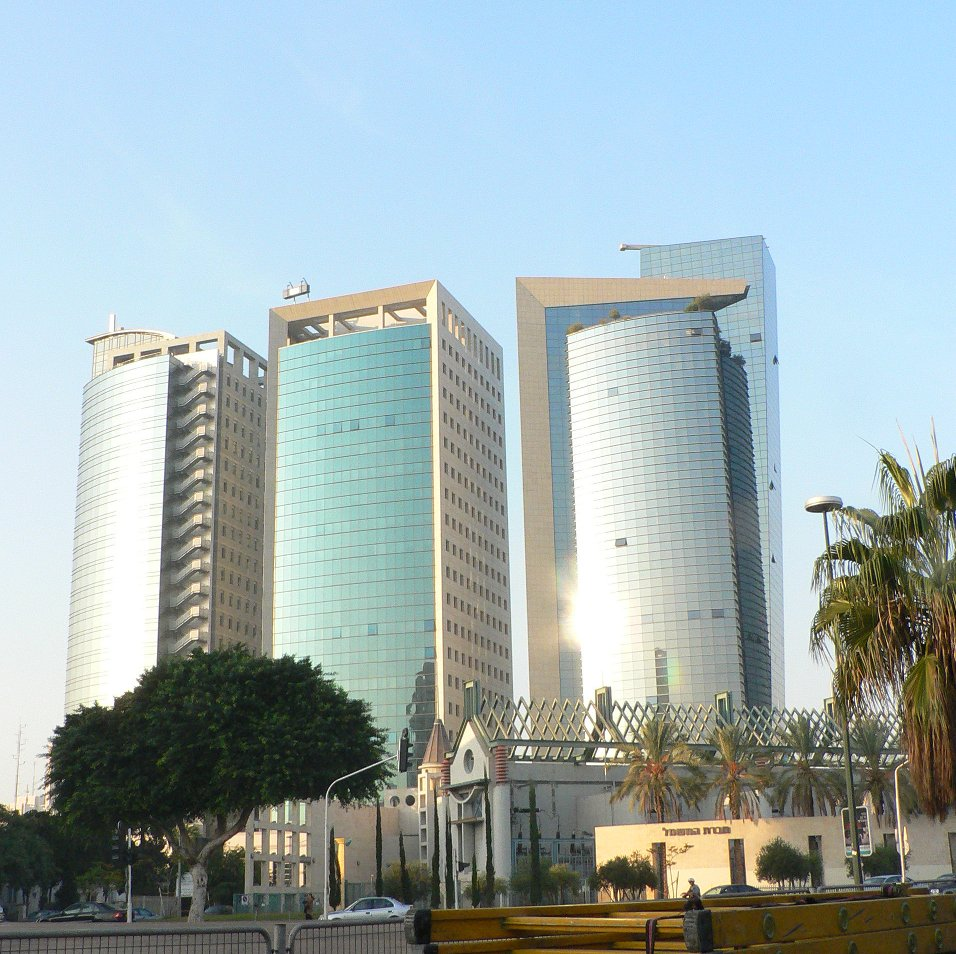
Věžové domy v oblasti Jižní Kirji
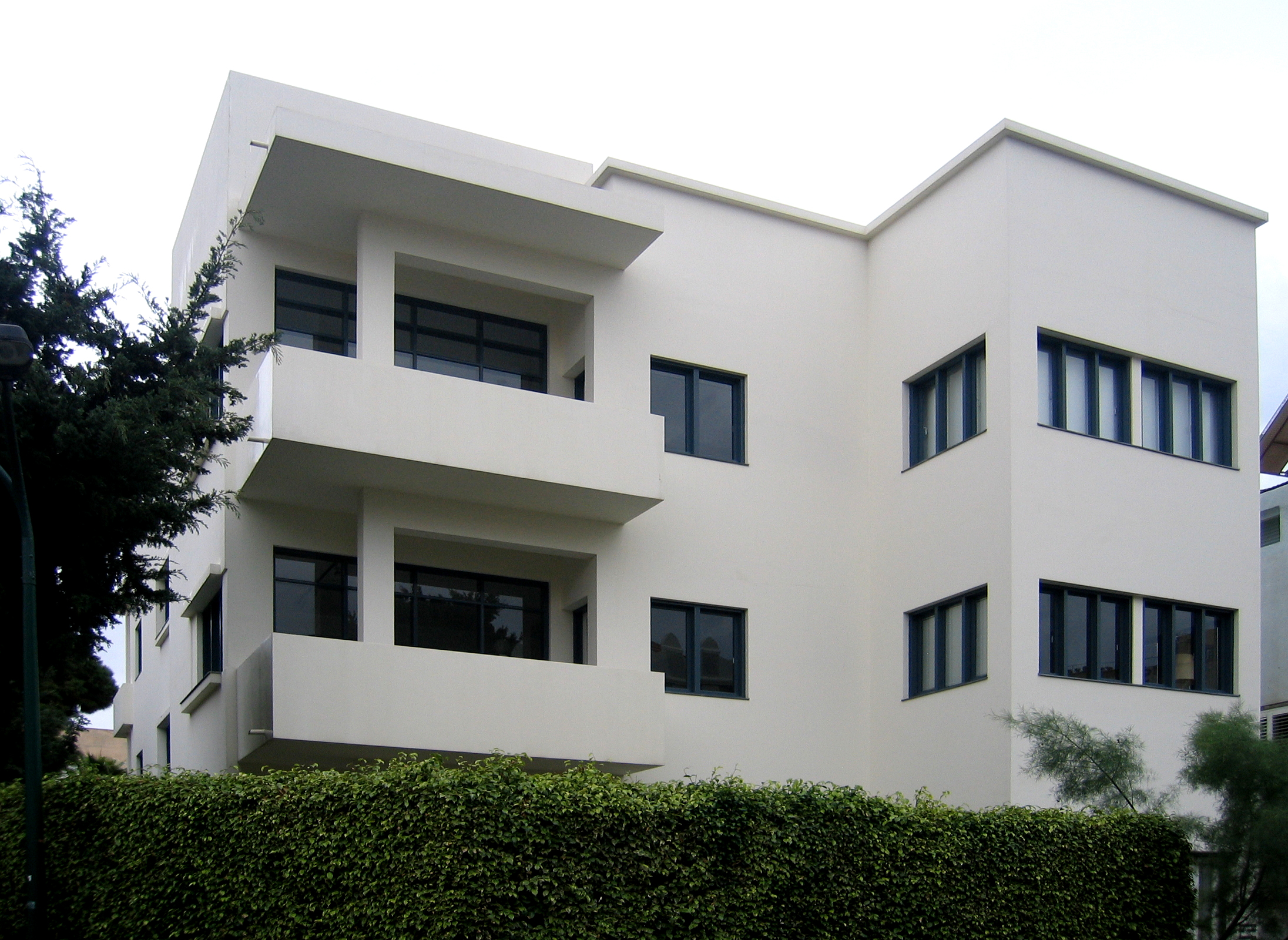
Muzeum Bauhaus
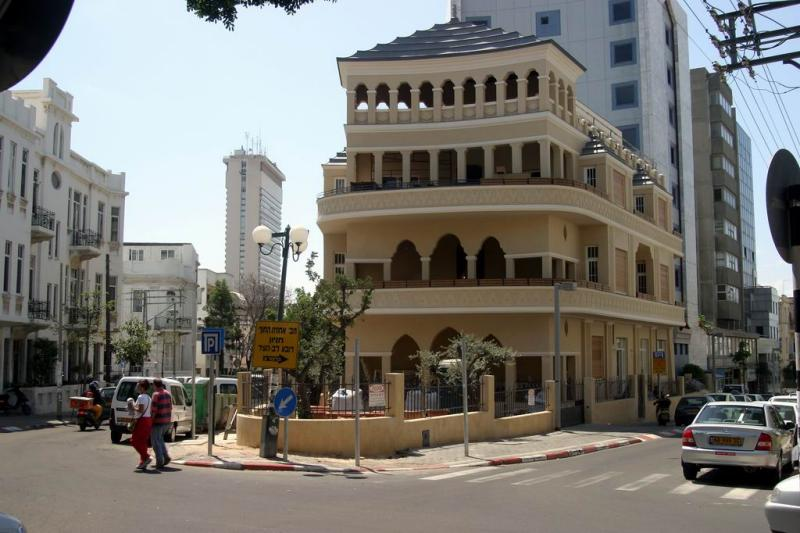
Pagoda House

## Demografie

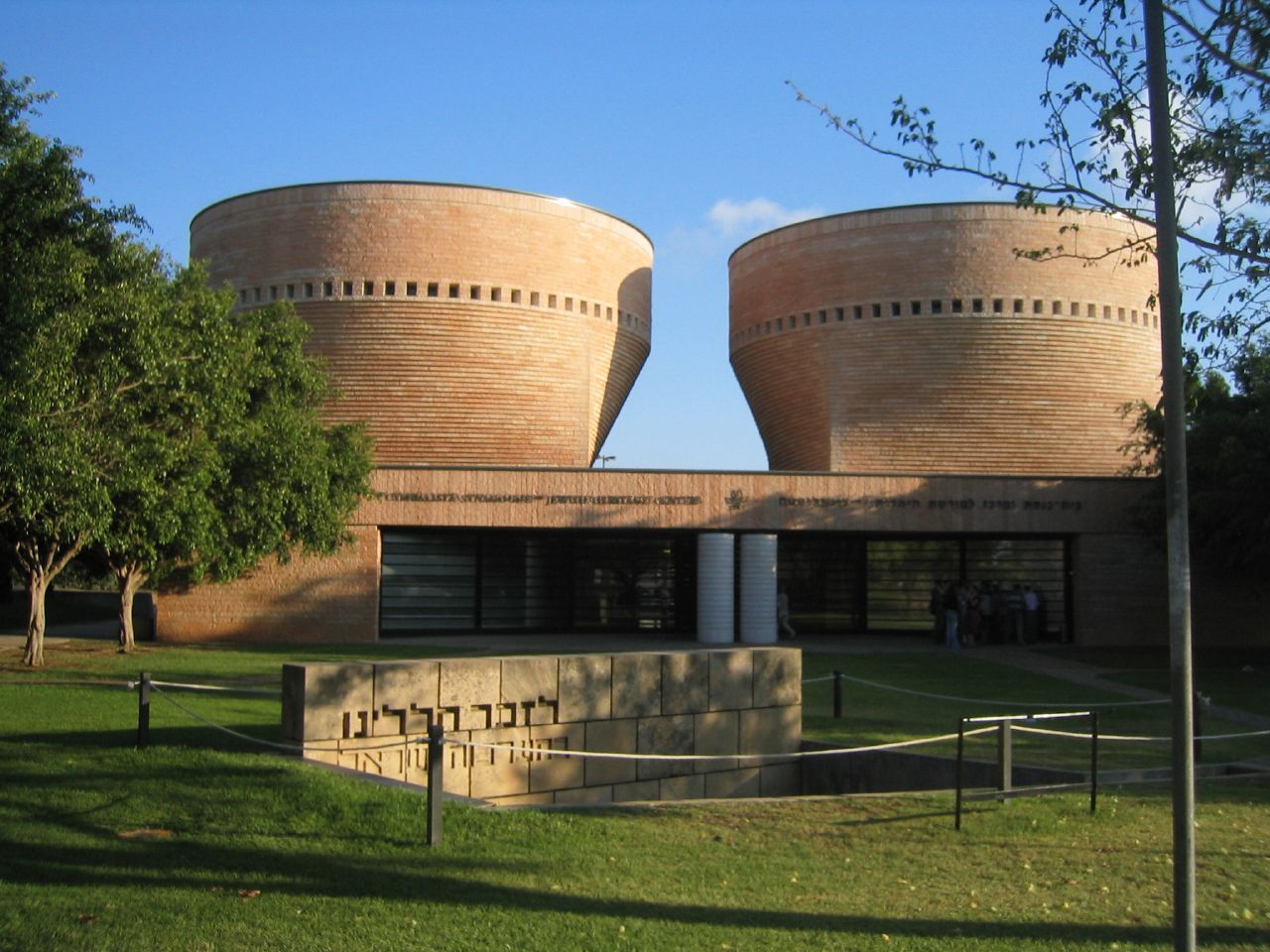
Synagoga v kampusu Telavivské univerzity

| Město Tel Aviv Populace podle roků |         |
| 1920                               | 2 000   |
| 1925                               | 34 000  |
| 1937                               | 150 000 |
| 1939                               | 160 000 |
| 1948                               | 200 000 |
| 1960                               | 390 000 |
| 1989                               | 317 000 |
| 2008                               | 392 700 |
| 2010                               | 404 300 |
| 2011                               | 404 800 |
| 2012                               | 414 600 |
| 2013                               | 418 600 |
| 2014                               | 426 100 |

| Etnické rozdělení obyvatel Tel Avivu | Etnické rozdělení obyvatel Tel Avivu | Etnické rozdělení obyvatel Tel Avivu | Etnické rozdělení obyvatel Tel Avivu | Etnické rozdělení obyvatel Tel Avivu |
| ------------------------------------ | ------------------------------------ | ------------------------------------ | ------------------------------------ | ------------------------------------ |
| náboženství                          |                                      |                                      | procent                              |                                      |
| Židé                                 | Židé                                 |                                      | 91,8 %                               | 91,8 %                               |
| Arabové                              | Arabové                              |                                      | 4,2 %                                | 4,2 %                                |
| ostatní                              | ostatní                              |                                      | 4 %                                  | 4 %                                  |

V Tel Avivu, který má rozlohu 51,8 km², žilo k roku 2014 celkem 426 100 obyvatel (z toho 388 000 Židů) a hustota zalidnění je 8232,8 obyvatel/km². Podle Centrálního statistického úřadu (CBS) byl v roce 2006 přirozený přírůstek 0,9 %. Z etnického hlediska zde žilo 91,8 % Židů, 4,2 % Arabů a 4 % ostatních (křesťané, buddhisté). Město je velice multikulturní a mimo hebrejštiny zde lze zaslechnout angličtinu, francouzštinu, arabštinu, ruštinu, thajštinu či tagalog. Podle některých odhadů zde žije na 50 000 neregistrovaných zahraničních asijských dělníků. Ve srovnání s městy západního světa je zde kriminalita na nízké úrovni.
Podle městské radnice jsou průměrné příjmy o 20 % nad celostátním průměrem a míra nezaměstnanosti je 6,9 %. Nad celostátním průměrem jsou rovněž ukazatele vzdělanosti: 64,4 % absolventů 12. ročníků je připuštěno k maturitním zkouškám (bagrut). Věkové skupiny jsou relativně početně vyrovnané: 22,2 % je mladší 20 let, 18,5 % je ve věku 20–29 let, 24 % ve věku 30–44 let, 16,2 % ve věku 45–59 let a 19,1 % je starší 60 let.
Svého prvního maxima dosáhla populace města v 60. letech, kdy zde žilo 390 tisíc obyvatel. V 80. letech následoval pokles na 317 tisíc obyvatel, zapříčiněný vysokými cenami, jež odpuzovaly mladé páry. Od 90. let, kdy celý Izrael zažil masovou imigraci ze zemí bývalého Sovětského svazu, dochází ke stabilnímu nárůstu populace. Dnes je populace města mladá a rostoucí. V roce 2006 se do města přistěhovalo 22 tisíc lidí, zatímco 18 500 se odstěhovalo. Mnoho z nových rodin má navíc malé děti. Podle prognóz byl v roce 2025 mělo ve městě žít 450 tisíc obyvatel. Ve městě dochází k mládnutí obyvatelstva, což je patrné z hodnoty průměrného věku obyvatelstva, jež poklesla ze 35,8 let (1983) na 35 let (2008). Podíl občanů starších 65 let na celkovém počtu obyvatel klesl z 19 % (1983) na 14,6 % (2008).

### Náboženské komunity
V Telavivském distriktu žije 93 % židů, 1 % muslimů a 1 % křesťanů. Zbývajících 5 % se nehlásí k žádnému náboženství.
Přestože je Tel Aviv znám především jako sekulární město, lze zde nalézt přibližně sto synagog včetně historických budov, jako je Velká synagoga, která byla založena ve 30. letech 20. století. V roce 2006 byla ve městě otevřena „sekulární ješiva“ a centrum sekulárních Židovských studií. Kvůli tzv. „pochodům hrdosti“ neboli gay pride parade dochází k rozporům a napětí mezi sekulární a religiózní částí obyvatelstva. V roce 2006 dokonce došlo k vandalizaci místní synagogy.
Mezi nejznámější telavivské pamětihodnosti patří mešita Hassan Bek. Jaffa je domovem početné muslimské a křesťanské populace. V souvislosti s náboženskými potřebami diplomatů a zahraničních pracovníků došlo k výstavbě mnoha nových kostelů.

## Ekonomika

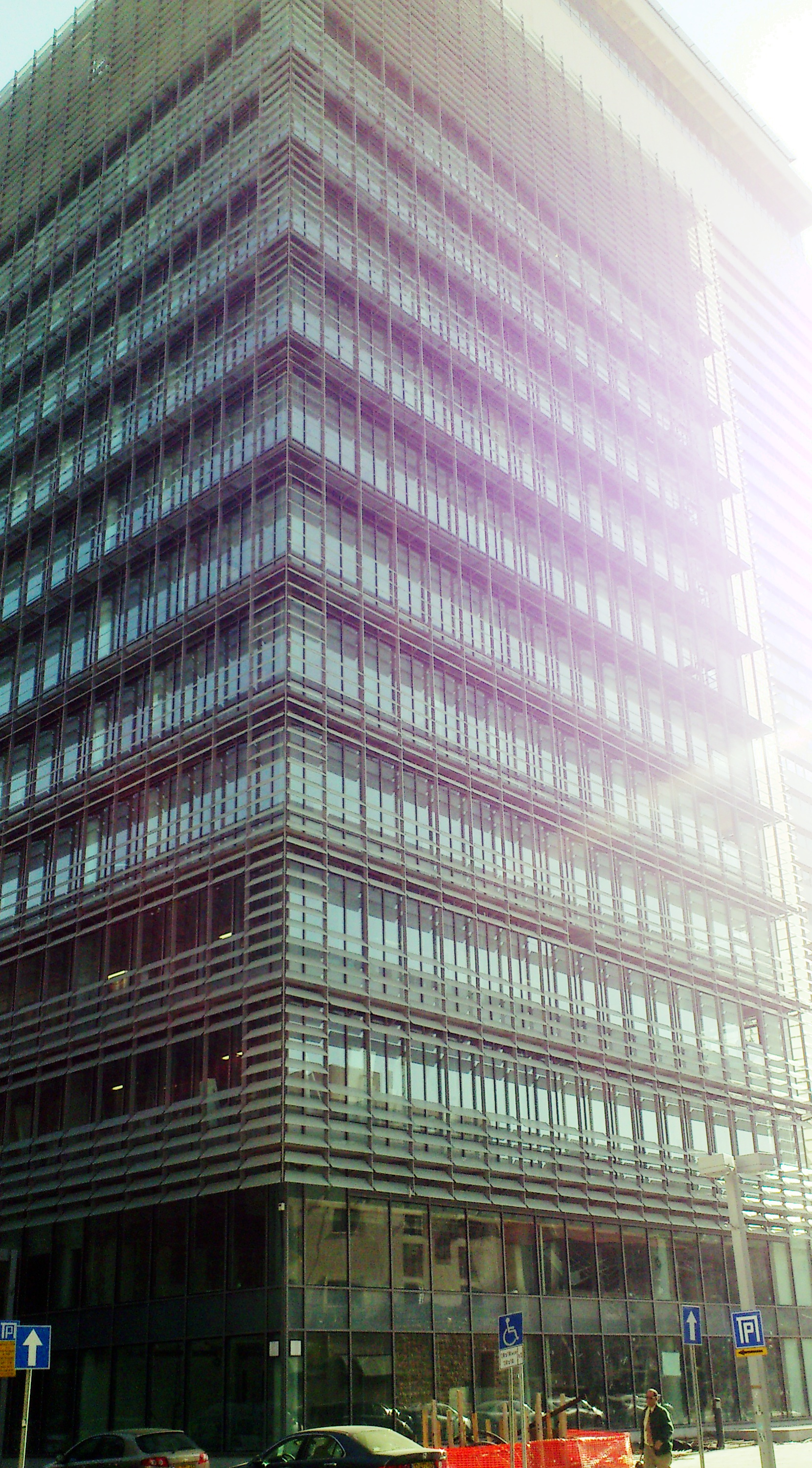
Telavivská burza cenných papírů

Na národní zaměstnanosti se Tel Aviv podílí 15 % a na HDP 17 %. Strukturou ekonomiky se oproti ostatním městům v Palestině odlišoval již v době svého založení, kdy se nerozvíjel ani v oblasti zemědělství, které již v době jeho vzniku nebylo ziskové, ani v námořním obchodu, který byl soustředěn do Haify a Ašdodu. Namísto toho se město rozvíjelo v oblasti vědy a technického výzkumu. V roce 1974 zde společnost Intel otevřela své první zámořské výzkumné a vývojové centrum a v 90. letech 20. století se město stalo centrem hi-tech průmyslu.
Během uplynulých desetiletí došlo k dramatickému vývoji ekonomiky. Magazín Newsweek označil Tel Aviv za „vzkvétající technologické centrum“ a magazín The Economist za „miniaturní Los Angeles“. Ve městě žije a pracuje mnoho počítačových vědců, jejichž počet razantně stoupl počátkem 90. let díky imigraci ze zemí bývalého Sovětského svazu. Magazín Newsweek rovněž Tel Aviv roku 1998 označil za jedno z deseti technologicky nejvlivnějších měst světa. Od tohoto roku došlo ještě k rychlejšímu rozvoji než předtím. Metropolitní oblast Tel Avivu (včetně satelitních měst Herzlija a Petach Tikva) je centrem hi-tech průmyslu a je občas zmiňována jako „Silicon vádí“. V Tel Avivu se nachází jediná izraelská burza – Telavivská burza cenných papírů (TASE). Sídlí zde mnoho mezinárodních investičních firem, výzkumných institutů a hi-tech společností. Nachází se zde chemický, textilní a potravinový průmysl. Turisty zajímá především noční život, kulturní události a architektura.
Podle časopisu Forbes žije devět z patnácti izraelských dolarových miliardářů v Izraeli, z toho čtyři v Tel Avivu. Náklady na bydlení jsou zde nejvyšší z celého státu. Podle konzultační společnosti Mercer byl roku 2008 Tel Aviv nejdražší město Blízkého východu a 14. nejdražší město na světě. V žebříčku se umístil těstě za Singapurem a Paříží a před Sydney a Dublinem.

## Kultura

### Cestovní ruch a rekreace

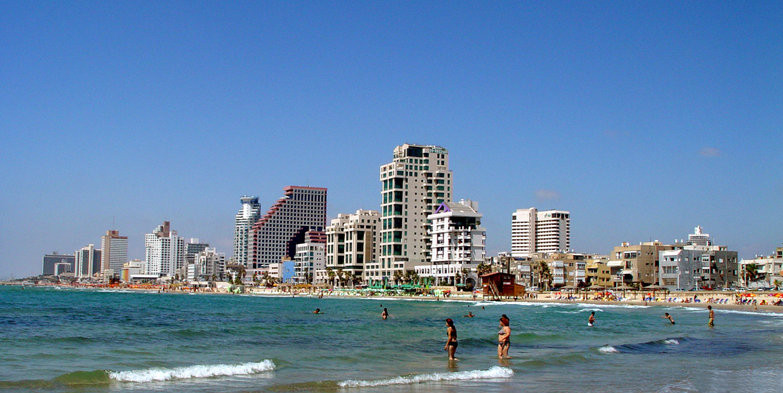
Telavivské panorama a pláž

Jako středomořské kosmopolitní město je Tel Aviv magnetem mezinárodního cestovního ruchu a bývá označován jako „izraelská Barcelona.“ Ve městě se nachází 44 hotelů s 5800 pokoji, jsou zde mimo jiné zastoupeny hotelové řetězce Crowne Plaza, Sheraton, Dan, Isrotel nebo Hilton. Kvůli svému nočnímu životu je někdy Tel Aviv, podobně jako New York, označován jako „město, které nikdy nespí.“ Noční život je, díky množství barů a nočních klubů, čilý zejména v oblasti plážových promenád. Je zde třetí největší koncentrace suši restaurací na světě (100 restaurací) a zdejší italské restaurace byly italským ministerstvem zemědělství označeny za nejlepší italské restaurace mimo Itálii.
Největším parkem Tel Avivu je Jarkon. V centru města se dále nacházejí parky Gan Meir a Dubnow. 17 % rozlohy města tvoří porosty. Je zde též mnoho muzeí, architektonických a kulturních pozoruhodností. Izrael má nejvíce muzeí na počet obyvatel a tři největší z nich se nacházejí v Tel Avivu. Patří mezi ně muzeum Erec Jisra'el, známé pro své archeologické a historické exponáty z dějin země, a Telavivské muzeum umění. V areálu kampusu Telavivské univerzity se nachází muzeum židovské diaspory – Bejt ha-Tfucot. Ve městě je rovněž řada dalších menších muzeí.
Tel Aviv je mezi velkými městy regionu nejvstřícnější vůči lesbám, gayům, bisexuálům a transgender a je zde dobře zavedená LGBT komunita. Město hostí tzv. pochody hrdosti homosexuálů (gay pride), které každoročně přitáhnout tisíce lidí a počátkem roku 2008 hostilo první izraelský festival sexu.

### Umění a divadla

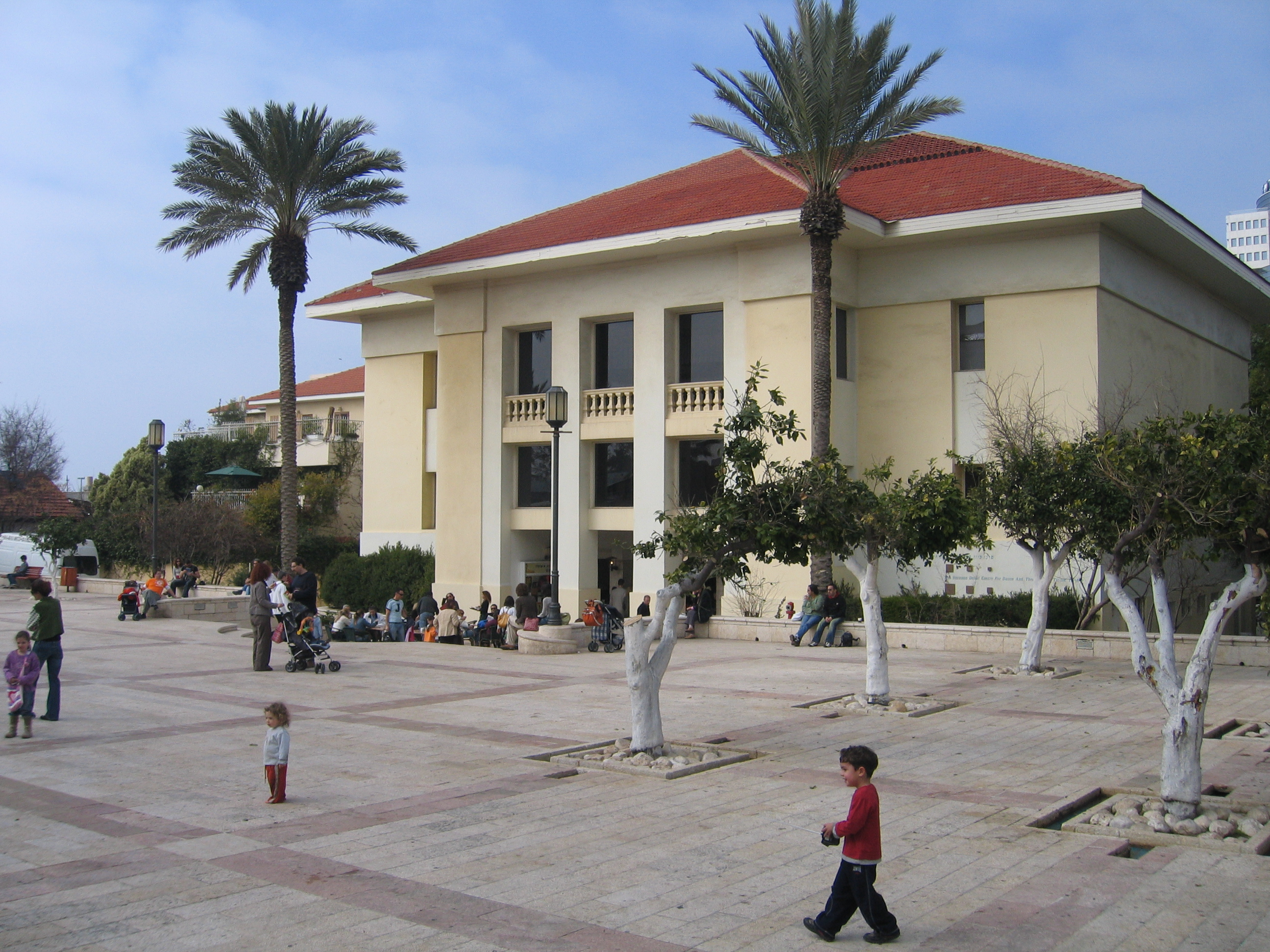
Taneční centrum S. Dellalové

Tel Aviv je hlavním izraelským centrem kultury. Sídlí zde osmnáct ze 35 hlavních izraelských hereckých scén včetně pěti z devíti největších izraelských divadel. Odehrává se zde 55 % všech divadelních představení v zemi, které navštěvuje 75 % všech diváků. Domovem Izraelské opery a divadla Kameri je Tel Aviv Performing Arts Center. Tato hudební scéna byla v letech 1962 až 1965 domovskou scénou Plácida Dominga. Největším divadlem je se třemi tisíci místy Auditorium Fredrica R. Manna (Heichal Hatarbut‎). Ve městě sídlí i izraelské národní divadlo – divadlo Habima. V roce 2007 bylo uzavřeno z důvodu kompletní rekonstrukce, provoz obnovilo v lednu 2012. Jednou z nově vybudovaných kulturních scén je kulturní centrum Enav. Mezi další scény ve městě patří Divadlo Gešer a Divadlo Bejt Lesin, menší divadla Cavta, Tmuna, Simta a Nocar hostují alternativní produkci.

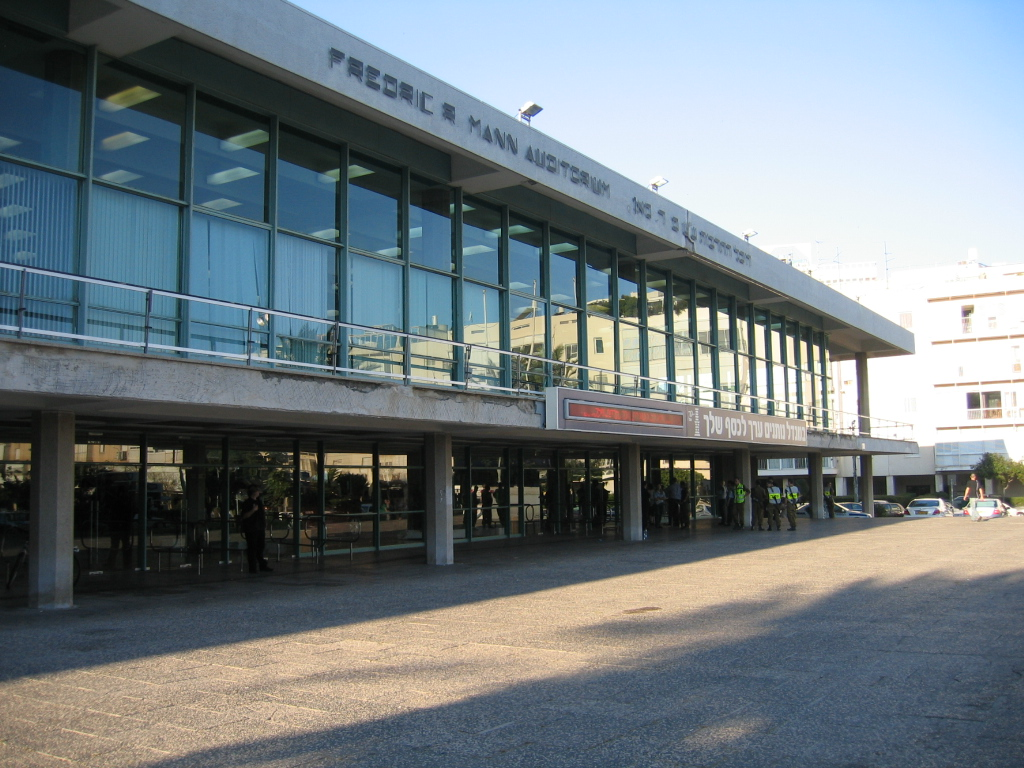
Auditorium Fredrica R. Manna, největší telavivské divadlo

Tel Aviv je také domovem mnoha tanečních center a společností. Sídlí zde moderní taneční soubor Batsheva Dance Company, Bat Dor a Izraelský balet. V Neve Cedek se nachází středisko moderního a klasického tance Centrum Suzanne Dellalové.
Každý den se ve městě konají operní a klasická hudební vystoupení. Na zdejších scénách vystupovalo mnoho světově známých dirigentů a sólistů. Jako populární místo pop rockových koncertů je někdy využíván největší park Jarkon.
Město hostí různé filmové festivaly, mezi něž patří Festival animovaného filmu, komiksů a karikatur, Studentský filmový festival, Jazzový, filmový a video festival a mnoho jiných. Nachází se zde několik multikin.

## Správa

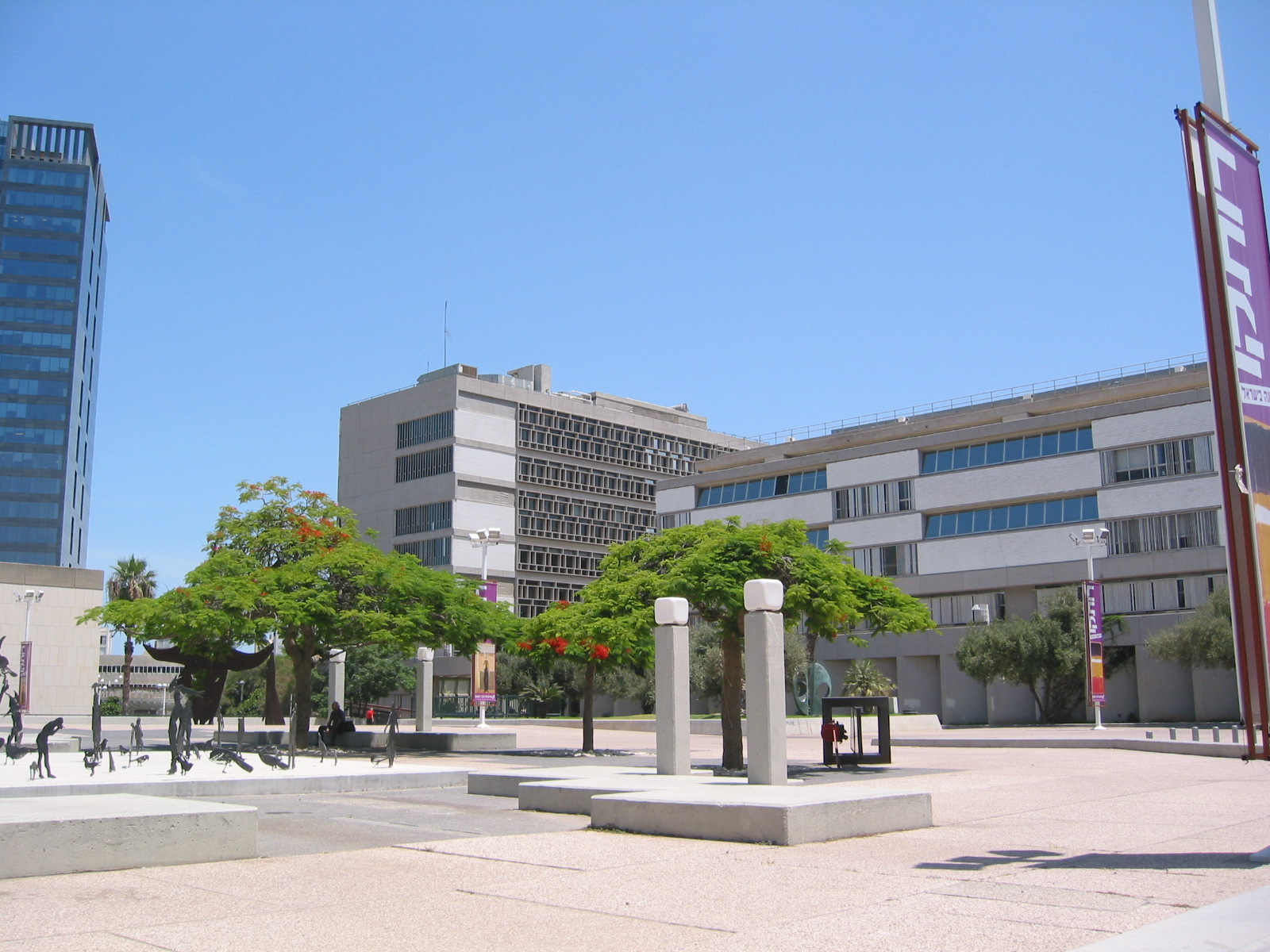
Budova telavivského soudu

Tel Aviv je spravován 31člennou městskou radou, volenou na čtyřleté funkční období v přímých volbách podle poměrného volebního systému. Komunálních voleb se mohou zúčastnit izraelští občané starší osmnácti let, kteří v Tel Avivu žijí déle než jeden rok. Magistrát je zodpovědný za sociální služby, komunitní programy, veřejnou infrastrukturu, územní plánování, cestovní ruch a další místní záležitosti. Telavivská radnice sídlí na Rabinově náměstí, od roku 1998 je starostou Ron Chuldaj. Nejdéle sloužícím starostou byl Šlomo Lahat, který v úřadu působil 19 let. Význam města umocňuje fakt, že Jeruzalém není jako hlavní město státu mezinárodně uznávaný, a tudíž se většina velvyslanectví nachází právě v Tel Avivu. Sídlí zde i izraelské ministerstvo obrany.
Demografické rozdělení města rovněž vytvořilo určité politické rozdělení mezi Stranou práce, která je silnější na severu, a Likudem a dalšími pravicovými a náboženskými stranami, obvykle silnějšími na jihu. Ve volbách v roce 2006 narušila rovnováhu nově vzniklá centristická strana Kadima, která získala 28 % hlasů před Stranou práce s 20 %.

## Školství

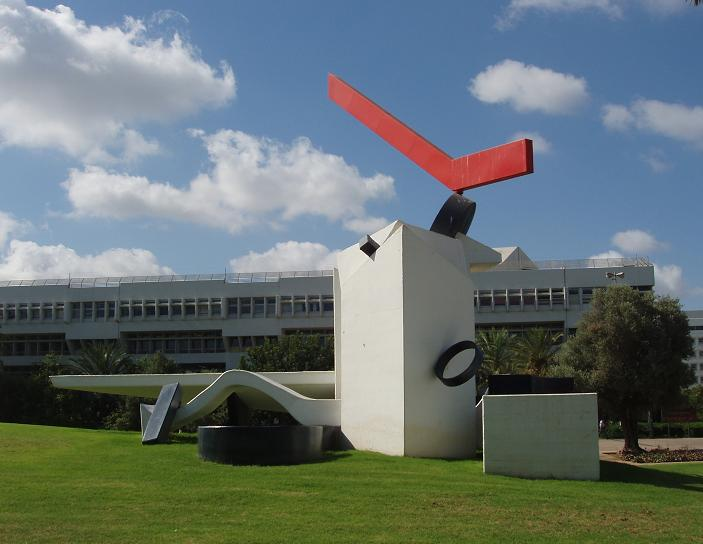
Areál Telavivské univerzity

Tel Aviv je domovem mnoha škol, fakult a univerzit. V roce 2006 zde chodilo do škol celkem 51 359 žáků, z toho 8977 do mateřských škol, 23 573 do základních škol a 18 809 do středních škol. 64 % studentů bylo připuštěno k maturitní zkoušce bagrut, čímž se město umisťuje o 5 % nad celostátním průměrem. V roce 2008 bylo v prvních ročnících základních škol 4000 žáků, avšak k přihlédnutím k demografickému vývoji by mělo do roku 2012 dojít k nárůstu až na 6000 žáků. Vzhledem k tomuto vývoji bylo v září 2008 otevřeno dvacet nových mateřských škol a na severu města došlo k dodatečnému rozšíření tříd.
V roce 1909 se gymnázium Herzlia přestěhovalo z Jaffy do Tel Avivu. Mezi další významné telavivské školy patří Ševa Mofet, v pořadí druhá hebrejská škola ve městě, Ironi Alef a Alliance. Hlavní telavivskou instituci vyššího vzdělání je Telavivská univerzita. Spolu s Bar-Ilanovou univerzitou v nedalekém Ramat Ganu má dohromady více než 50 000 studentů, v tom značné množství zahraničních. Telavivská univerzita byla založena roku 1953 a je v současnosti největší univerzitou v zemi. Má vynikající mezinárodní reputaci, zvláště v oborech jako je fyzika, informační technologie, chemie či lingvistika. Kampus univerzity se nachází ve čtvrti Ramat Aviv.

## Zdravotnictví
Tel Aviv je sídlem několika velkých zdravotnických ústavů s celostátním významem jako Nemocnice Ichilov nebo soukromé Nemocnice Asuta Tel Aviv.

## Doprava

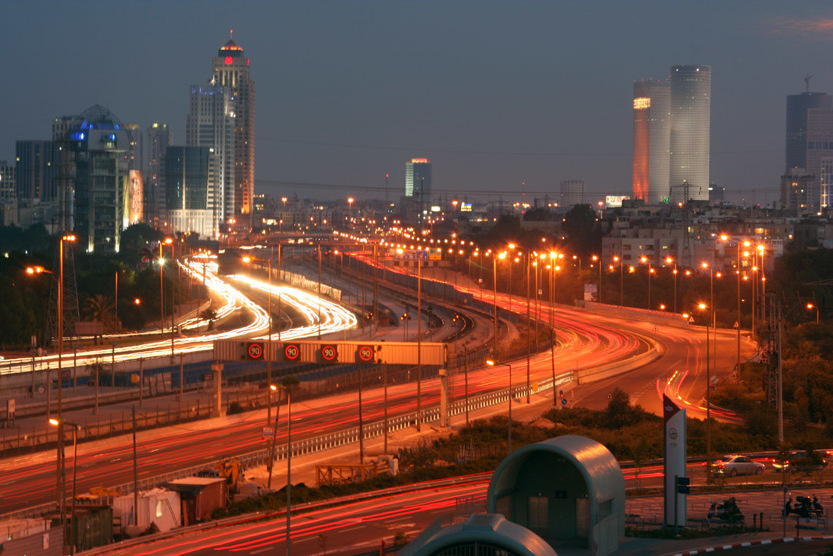
Ajalonská dálnice

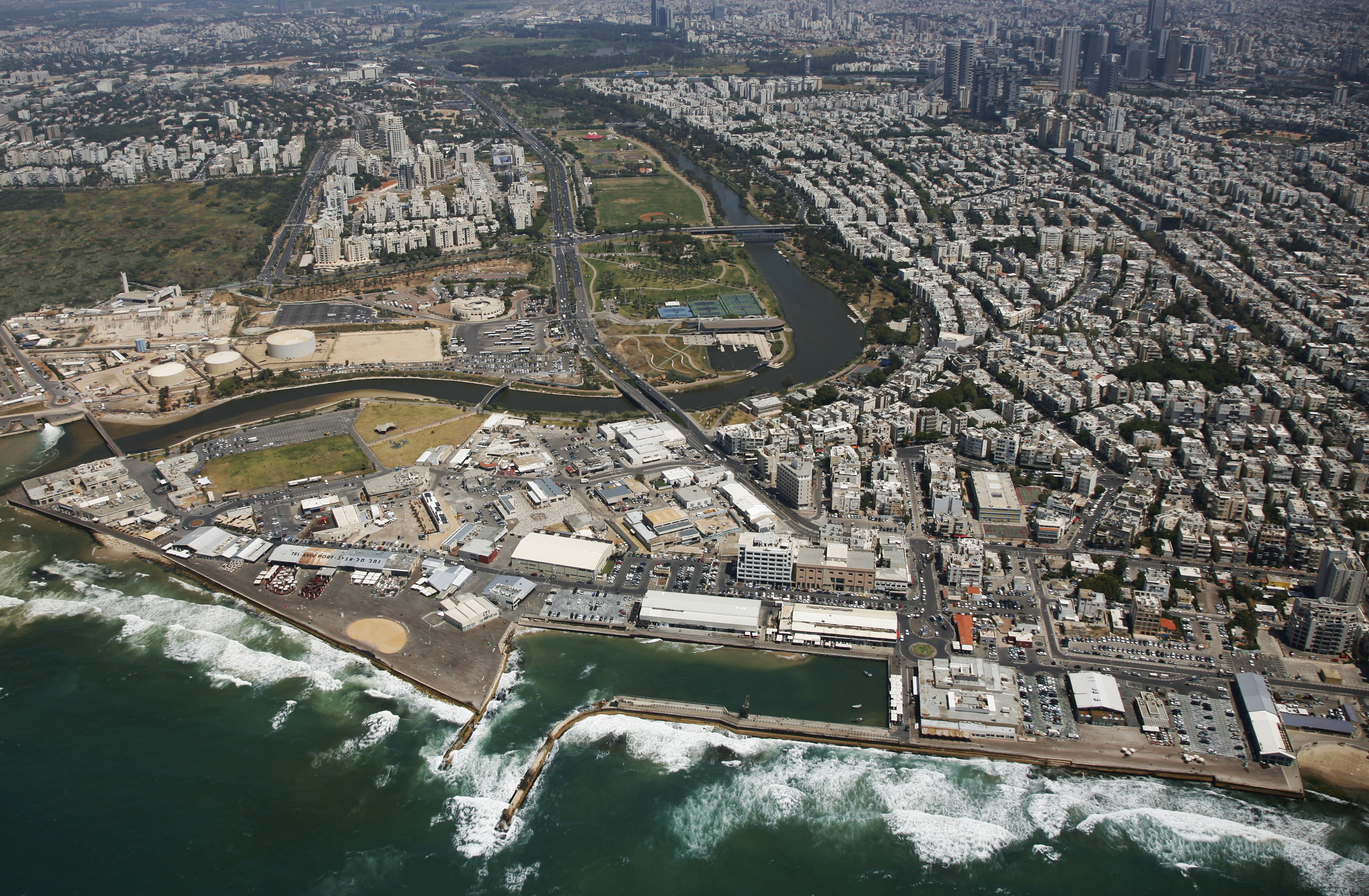
Telavivský přístav

Tel Aviv patří mezi hlavní dopravní centra státu. Hlavní dálnicí je Ajalonská dálnice (20), jež vede v severojižním směru podél východní hranice města a koryta řeky Nachal Ajalon a odděluje město od Ramat Ganu. Jižně od Ajalonu se lze dostat na dálnici 1 mířící k Ben Gurionovu mezinárodnímu letišti a do Jeruzaléma. Silniční doprava je dominantní i v centrálních částech města. Významné třídy Tel Avivu jsou ulice krále Davida, Allenbyho ulice, ulice krále Jiřího, ulice Ibn Gabirola, Dizengoffova ulice, Namirova, bulvár Sderot Rothschild, ulice Ben Jehuda a Jeruzalémský bulvár. Každý den městem projede na 500 000 aut, což s sebou nese dopravní zácpy. Sadanova zpráva z roku 2007 doporučuje zavedení mýtného v centru města po vzoru Londýna.
Neúnosná dopravní situace v oblasti Tel Avivu a aglomerovaných měst je spojena i s relativně nízkým stupněm rozvoje městské hromadné dopravy, kterou reprezentují zejména autobusy. Změnu má přinést nově budovaný systém telavivské rychlodráhy, v centrálních partiích aglomerace vedený převážně v podzemí, o jehož výstavbě se neúspěšně uvažovalo už od 2. poloviny 20. století. Roste i význam železniční dopravy, která je soustředěna do dopravního koridoru podél Ajalonské dálnice (Ajalonská železniční trať) a která díky razantní výstavbě nových příměstských tratí rovněž zčásti řeší problematiku místní dopravy. Podle statistik využije železniční dopravu z přilehlých měst do Tel Avivu měsíčně na milion cestujících. Z Tel Avivu vycházejí železniční trať do Jeruzaléma, trať do Beerševy, do Rišon le-Cijon, do Aškelonu, trať do Ra'anany, pobřežní železniční trať, trať do Modi'inu a od roku 2011 i železniční trať Tel Aviv – Bnej Darom. Nově budována je Vysokorychlostní železniční trať Tel Aviv - Jeruzalém přes mezinárodní letiště. Přímo ve městě se nachází železniční stanice Telavivská univerzita, železniční stanice Tel Aviv Savidor merkaz, železniční stanice Tel Aviv ha-Šalom a železniční stanice Tel Aviv ha-Hagana. Další stanice jsou situovány v okolních aglomerovaných městech.
I přes rozmach železniční dopravy a probíhající budování rychlodráhy si významnou funkci v lokálních i dálkových dopravních vztazích v rámci aglomerace Guš Dan udržuje doprava autobusová. Na jihu města se nachází mnohopodlažní budova telavivského centrálního autobusového nádraží, které bývalo označováno za druhé největší autobusové nádraží na světě. Otevřeno bylo roku 1993 po desítkách let průtahů. Nahradilo zcela nevyhovující staré telavivské centrální autobusové nádraží.
V severozápadní části města, při ústí Jarkonu do Středozemního moře, se rozkládá telavivské letiště Sde Dov. Jelikož zabírá kvalitní pozemky při pobřeží v blízkosti luxusní čtvrtě Ramat Aviv, má být výhledově uzavřeno a provoz plně převeden na Ben Gurionovo mezinárodní letiště 15 km jihovýchodně od Tel Avivu u města Lod.
Počátkem roku 2008 oznámila radnice pilotní projekt, v jehož rámci by měly být vybudovány nabíjecí stanice pro elektromobily. Nejdříve jich mělo být vybudováno pět, plánovalo se jich 150. Městská samospráva podporuje i cyklistiku, je zde 74 km cyklostezek a do roku 2009 měla jejich délka narůst na 100 km.

## Osobnosti města
- Ezer Weizman (1924–2005), bývalý pilot RAF, politik, prezident Izraele v letech 1993–2000
- Dan Shechtman (* 1941), izraelský fyzik, vysokoškolský profesor a nositel Nobelovy ceny za chemii za rok 2011
- Benjamin Netanjahu (* 1949), politik, izraelský premiér v letech 1996–1999 a 2009–2021
- Adi Šamir (* 1952), izraelský kryptolog a informatik
- Ofra Haza (1957–2000), izraelská herečka a zpěvačka

- Ayelet Zurer (* 1969), herečka
- Ghil'ad Zuckermann (* 1971),  jazykovědec, hebraista a vysokoškolský profesor
- Esti Ginzburg (* 1990), herečka a modelka
- Denis Shapovalov (* 1999), kanadský levoruký profesionální tenista

## Partnerská města
Tel Aviv má následující partnerská města:
- Almaty, Kazachstán (1999)
- Barcelona, Španělsko (1998)
- Bělehrad, Srbsko (1990)
- Bonn, Německo (1983)
- Budapešť, Maďarsko (1989)
- Buenos Aires, Argentina (1988)
- Cannes, Francie (1993)
- Essen, Německo (1992)
- Filadelfie, Spojené státy americké (1967)
- Frankfurt nad Mohanem, Německo (1980)
- Gaza, Stát Palestina (1998)
- Inčchon, Jižní Korea (2000)
- Kišiněv, Moldavsko (2000)
- Kolín nad Rýnem, Německo (1979)
- Lemesos, Kypr (2000)
- Lodž, Polsko (1994)
- Milán, Itálie (1994)
- Moskva, Rusko (2000)
- New York, Spojené státy americké (1996)
- Peking, Čína (1995)
- São Paulo, Brazílie (2004)
- Smyrna, Turecko (1998)
- Sofie, Bulharsko (1992)
- Soluň, Řecko (1994)
- Toulouse, Francie (1962)
- Varšava, Polsko (1992)
- Vídeň, Rakousko (2005)